# 平和大通り
平和大通り（へいわおおどおり、英: Peace Boulevard）は、広島県の広島市中心部を東西に横断する約4kmの通り。別名「100m道路」ともよばれる。全線が広島市道比治山庚午線に指定されている。

## 概要
1965年開通、平和大通りの名は1951年公募で決定した。日本の道100選の一つであり、沿道の広島平和記念公園とともに都市景観100選に選ばれている。別称「100m道路」のとおり、道路幅が100mある道路である。
太平洋戦争末期に整備された防火帯（疎開道路）の一つに、戦後すぐの日本政府方針である戦災復興都市計画から派生した100m道路計画が実施されることになり、それに国際平和文化都市として発展していく広島市において象徴化していった公園道路（ブールバール）である。1946年10月「広島復興都市計画」が立案した時に「平和公園」「河岸緑地」とともに目玉プランとして組み込まれたものであり、今日における広島市都市計画の基礎となった「広島平和都市建設計画」が1952年3月立案した際にはこの道路が市内における道路計画の基本軸となった。なお100m道路計画が実現したのは、ここと名古屋市の若宮大通・久屋大通の3例のみである。一部で言われている、GHQが戦後焼け野原となった広島の地図上に一本の線を引きそこに100m道路が出来た、という話は間違いである。
広島市道比治山庚午線の一部を構成し、西端が太田川放水路西、東端が京橋川東までで、太田川が形成した広島三角州の中央を東西に貫く。つまり川に挟まれた内側ではなく外側までであり、西端が西区己斐の新己斐橋西詰交差点、東端が南区比治山の鶴見橋東詰交差点である。その先には西は西広島駅、東は比治山がある。
市民が用いる生活道であるとともに平和公園へ訪れる観光客が用いる道であり、多くの人々が通行する。毎年5月3日から5日に催される平和の祭典ひろしまフラワーフェスティバルの会場にもなっている。
2000年代に入り「平和大通りリニューアル事業」として再編が進められている。

## 呼称
正式名称は日本語表記で“平和大通り”、100m道路は通称である。ラテン表記では“Peace Boulevard”(ピース・ブールバール）で、英語読みのブールバードではなくフランス語読みのブールバールを用いている。
計画当初は100m道路と呼ばれていたが後に公募で平和大通りと正式決定した。
ラテン表記は、以前の道路標識や観光資料などではローマ字表記である“Heiwa Odori Avenue”が使われていた。観光立国推進基本法施行以降の国土交通省外国人旅行者の受入環境整備事業などにより表記が協議され“Peace Boulevard”に統一され、あるいは“Peace Boulevard (Heiwa Odori)”“Heiwa Odori(Peace Boulevard)”と併記するようになっている。そのため2013年現在でPeace Boulevardが市民に定着しておらず、未だ観光案内資料などでもHeiwa Odoriの単独記載しているものもある。

## 諸元
- 路線名 : 広島市道比治山庚午線（平和大通り）[15][4]

- 区間 : 鶴見橋東詰 - 新己斐橋西詰[15]
  - 南区比治山本町 - （京橋川） - 中区鶴見町、宝町、富士見町、小町、大手町 - （元安川） - 中区中島町 - （旧太田川） - 中区河原町、舟入町 - （天満川） -西区東観音町、西観音町、福島町二丁目 - （太田川放水路） - 西区己斐本町一丁目

- 延長 : 約4km（広島市公式、比治山庚午線4.8kmの一部[15]）
  - 地元紙中国新聞では3.8km[16]。
  - 「日本の道100選」研究会（2002）によれば、3.9kmとしている[4]。
  - 3.5（あるいは3.6）kmとする資料もあるが、これは鶴見橋西詰から新己斐橋東詰まで（つまり2つの河川の内側）の距離で、開通当初は鶴見および新己斐橋は平和大通りから除外されていた[14]。

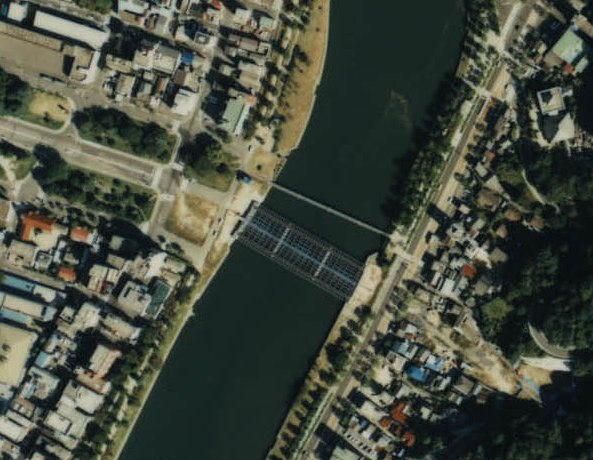
1988年工事中の鶴見橋。平和大通りの東端にあたり、緑地帯の外側の道路（副道）の歩道外端までが100mの幅になる。

- 幅員構成[15]

| 全幅    |         |         |         |         |         |        |        |        |         |         |         |         |         |         |
| 100m    |         |         |         |         |         |        |        |        |         |         |         |         |         |         |
| 5.5m    | 6.0m    | 4.0m    |         | 21.5m   |         | 5.0m   | 16.0m  | 5.0m   |         | 23.5m   |         | 8.0m    | 5.5m    |         |
| 歩道    | 副道    | 駐車場  |         | 緑地帯  |         | 歩道   | 車道   | 歩道   |         | 緑地帯  |         | 副道    | 歩道    |         |
| 標準例1 | 標準例1 | 標準例1 | 標準例1 | 標準例1 | 標準例1 | 中央道 | 中央道 | 中央道 | 標準例2 | 標準例2 | 標準例2 | 標準例2 | 標準例2 | 標準例2 |
- 橋梁部幅員（道路管理上）
  - 鶴見橋（京橋川） : 30m [24]
  - 平和大橋（元安川） : 15m [24]
  - 西平和大橋（旧太田川） : 15.1m [24]
  - 緑大橋（天満川） : 12m [24]
  - 新己斐橋（太田川放水路） : 22.1m [24]

## 歴史

### 略歴
以下、2015年1月8日付中国新聞特集記事を元に記載する。
- 1945年8月 : 広島市への原子爆弾投下[16]
- 1946年2月 : 広島市復興審議会が発足、100m道路計画が動き出す[16]
- 1946年11月 : 小町（現中区）にて整地が始まる[16]
- 1949年5月 : 広島平和記念都市建設法可決[16]
- 1951年11月 : 平和大通りの名前決定[16]
- 1952年3月 : 平和大橋/西平和大橋完成[16]
- 1957年2月 : 市が樹木提供をよびかけ（供木運動）[16]
- 1965年5月 : 平和大通り全通[16]
- 1975年10月 : 広島東洋カープがリーグ初優勝、パレード開催[16]
- 1977年5月 : 第1回ひろしまフラワーフェスティバル開催[16]
- 1986年8月 : 日本の道100選に選出[16]
- 1996年1月 : 第1回天皇盃全国都道府県対抗男子駅伝競走大会スタート[16]
- 2002年11月 : 第1回ひろしまドリミネーション開催[16]
- 2012年12月 : サンフレッチェ広島がリーグ初優勝、パレード開催[16]
- 2015年5月 : 全通50周年[16]

### 前史
古代、この地は海であった。現在平和大通りと鯉城通りの交点付近にある「白神社の岩礁」には当時航行の目印として白紙が建てられていた。陸地が形成されたのは中世以降で、太田川上流部で盛んだったたたら製鉄での鉄穴流しにより大量の土砂が下流に流出し堆積したことで形成されたもので、1500年代後半（戦国時代後半から安土桃山時代）には現在の平和大通り付近が海岸線となった。この頃、広島城が築城され城下町ができ、以降の土地開発により更に南に陸地が伸びていった。海岸線付近に位置していた白神社そばの地に、1594年（文禄3年）安国寺恵瓊によって新安国寺（のちの国泰寺）が創建、その後様々な経緯で移転し、現在は「旧国泰寺愛宕池」として沿道にその面影を残す。
当時の城下町は、現在の平和大通り付近が城下町の南端の基軸になり、城を基準に碁盤目状に通りが配置されそれを繋ぐ幾つかの小路（しょうじ）ができたものの、広島藩制時代は防衛上かつ防犯上の理由により橋の架橋は制限されており、現在の平和大通り付近にも通りあるいは小路が存在し城から伸びる運河（川）には橋が架けられたが大きな川には橋は架けられなかった。城の南の中央を縦断する西堂川（現在の鯉城通り）には「西堂橋」という橋があったが現存しておらず、現在はNHK広島放送局前の沿道に西堂橋跡としてモニュメント化されている。その東には平田屋川（現在の並木通り/じぞう通り）があり、そこには「竹屋橋」という橋があったが現存しておらず、その橋の傍にあった地蔵が別の場所に移されたのが竹屋地蔵尊として平和大通りとじぞう通りの交点付近に現存している。
明治時代以降になると架橋規制は解かれ、鶴見橋（当時は歩道橋）、新橋（現在の平和大橋）、新大橋（現在の西平和大橋）、広島電鉄本線の鉄橋（新己斐橋参照）が架けられたが、天満川には橋は架けられなかった。当時の地図でもわかる通り、この時点では一本の道ではない。
広島において近代的な道路計画が立てられたのは都市計画法（旧法）施行後である1928年（昭和3年）で、この際にのちの防火帯つまり平和大通りの原型となる道路（当時の路線名不明）が鶴見橋から鯉城通りまで計画され、1940年（昭和15年）都市計画ではそこから新大橋まで延伸する計画が立てられた。
また、1927年（昭和2年）には洪水被害軽減のため太田川全域の改修計画が建てられ市西側の山手川/福島川を改修し放水路を整備する、つまり太田川放水路整備計画が決定し、現在の平和大通り西端にあたる福島町の大規模な開発が始まった。

### 防火帯
1937年（昭和12年）防空法制定、広島市でも防空態勢の充実が図られるようになる。太平洋戦争末期になると、戦況の悪化によりアメリカ軍による本土空爆が激しくなっていった。そこで、市街での延焼を防ぐため防火帯を設けることになり建物疎開が全国で実施される。1944年（昭和19年）11月、広島市において建物疎開実施が決定し、内務省により疎開地区が決められ、国民義勇隊や学童勤労奉仕隊（学徒動員）により作業が行われた。

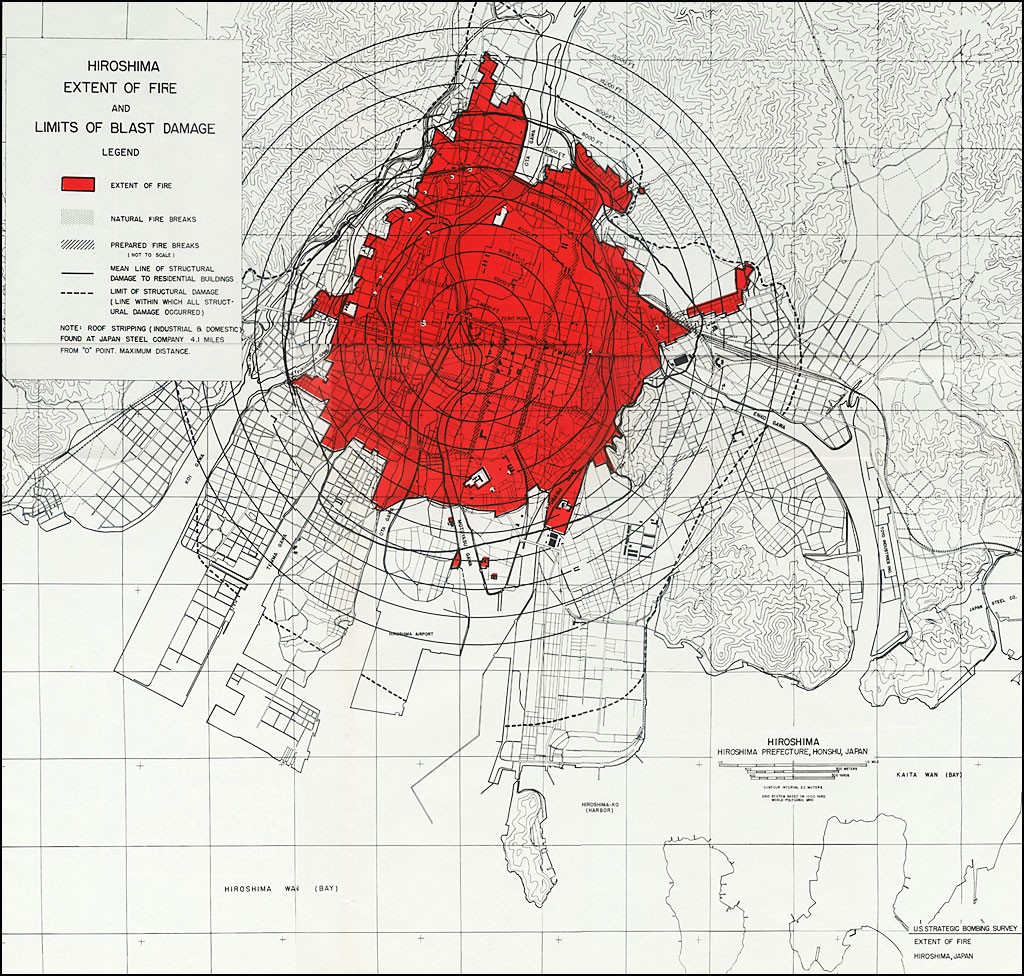
アメリカ軍作成の被爆による被害分布図。同心円の中心が爆心地、赤色が全焼区域。図中に斜線で"PREPARED FIRE BREAKS"（防火帯）が表記されている。

現在の平和大通りにあたる道は、この時に鶴見町から福島町を結ぶ全長3,570m幅員100mの防災道路として計画されたものである。現在の平和大通り周辺の約16,000戸の立ち退き作業が行われ、上の空中写真のとおりほとんど終えていた地区もあり、防火帯の中央は幅20mほどの砂利道として整備されていた。
1945年（昭和20年）8月6日8時15分、アメリカ軍の投下した原爆により右の被害分布図や被爆後の各写真から、原爆の前では防火帯として全く意味がなかったとわかる。一瞬で全市に燃え広がったわけではなく、6日9時頃から拡大しその後14時まで勢いよく燃え広がり夕方には衰えたが、3日間燃え続けた。それでもこの防火帯の中央付近は火が及ばなかったため、多くの人がこの道から比治山へ向かって逃げていった。当時、風は南西方向から吹いていたため、爆心地付近でかろうじて生き残った多数が火を逃れるため風上にあたる西あるいは南へ逃げ、一部が東である比治山方面へ逃げている。防火帯に存在していた橋としては新橋が焼失したが、鶴見橋・新大橋、そして現在の平和大通り西端にあたる広島電鉄本線の鉄橋は落橋しなかったため、避難路となった。
またこの日は第6次建物疎開作業中で、この沿道に限れば鶴見橋西側付近・広島県庁付近（現在の中島町/加古町）・土橋付近の3箇所、その他広島市役所付近、八丁堀付近、電信隊付近（現在の比治山本町）、楠木町で行われていた。学徒動員は、この沿道含めた全体で約8,200人が動員されうち約5,900人が死亡した。国民義勇隊は明快な資料が残っていないため推定ではあるが、同様にこの沿道含めた全体で約11,600人が動員されうち約4,600人が死亡した（県社会援護課推測）。疎開地点でもあり比治山への避難経路だった鶴見橋両岸は、凄惨を極めた。
以下、この沿道に限った被爆当日における建物疎開の動員状況を示す。
| 疎開 作業場所 | 区分                          | 区分                          | 義勇隊名あるいは学校名 |
| ------------- | ----------------------------- | ----------------------------- | --- |
| 鶴見橋付近    | 国民義勇隊                    | 市内義勇隊                    | 尾長、矢賀、荒神、段原、比治山、楠那、白島、竹屋 |
| 鶴見橋付近    | 国民義勇隊                    | 郡部義勇隊                    | 坂村、中野村 |
| 鶴見橋付近    | 国民義勇隊                    | 職域義勇隊                    | 東洋工業、鈴木化学工業 |
| 鶴見橋付近    | 学童勤労奉仕隊 （学校報国隊） | 学童勤労奉仕隊 （学校報国隊） | 広島女子商、比治山高女、進徳高女、市立第一工、広島電気、松本工業、県立第一中、広陵中、第一国民学校、楠那国民学校、牛田国民学校、白島国民学校                                                                   |
| 県庁付近      | 国民義勇隊                    | 市内義勇隊                    | 本川、中島、観音 |
| 県庁付近      | 国民義勇隊                    | 郡部義勇隊                    | 安村、川内村 |
| 県庁付近      | 国民義勇隊                    | 職域義勇隊                    | 住宅営団、川本組、芸備銀行、油谷重工業、県義勇隊本部事務隊、宇品造船所、広島瓦斯、広島県庁、藤川製鋼所、勧銀広島支店、中国新聞、広島県水産業会、県加計土木出張所                                               |
| 県庁付近      | 学童勤労奉仕隊 （学校報国隊） | 学童勤労奉仕隊 （学校報国隊） | 第二国民学校、県立第二中、県工、市立第一工、市立造船工、市立第一高女、崇徳中、松本工業、安田高女、山陽商業、新庄中                                                                                             |
| 土橋付近      | 国民義勇隊                    | 市内義勇隊                    | 草津、神崎、大芝、三篠、天満、古田、広瀬、本川 |
| 土橋付近      | 国民義勇隊                    | 郡部義勇隊                    | 大竹町、小方村、玖波町 |
| 土橋付近      | 国民義勇隊                    | 職域義勇隊                    | 広島醤油KK、内務省中四国土木、帝人広島工場、昭和金属、住野工業、三菱重工業、高密機械製作所、広島機械製作所、広島食料品組合、広島工業、広島航空機KK、広島工業KK（廿日市）、東亜有機化学工業所、県加計土木出張所 |
| 土橋付近      | 学童勤労奉仕隊 （学校報国隊） | 学童勤労奉仕隊 （学校報国隊） | 本川国民学校、千田国民学校、草津国民学校、天満国民学校、県立第一中、県立第一高女、市立中、崇徳中、西高、安芸高女、県立商業                                                                                     |

アメリカ軍が撮影した被爆後の広島市写真

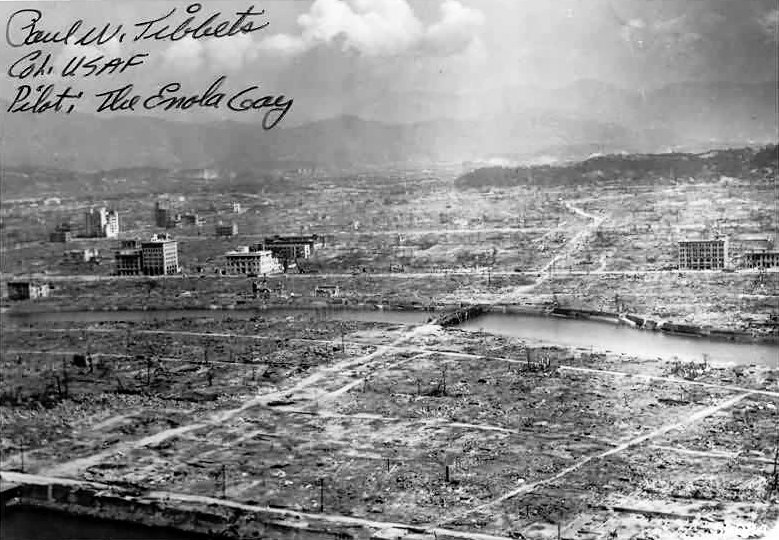
現在の中区河原町付近から東方向を望む。中央に縦断する道がのちの平和大通り。手前左部分が後に平和公園。当日の建物疎開地点の一つ、県庁付近にあたる。なお左上のサインはポール・ティベッツのもの。
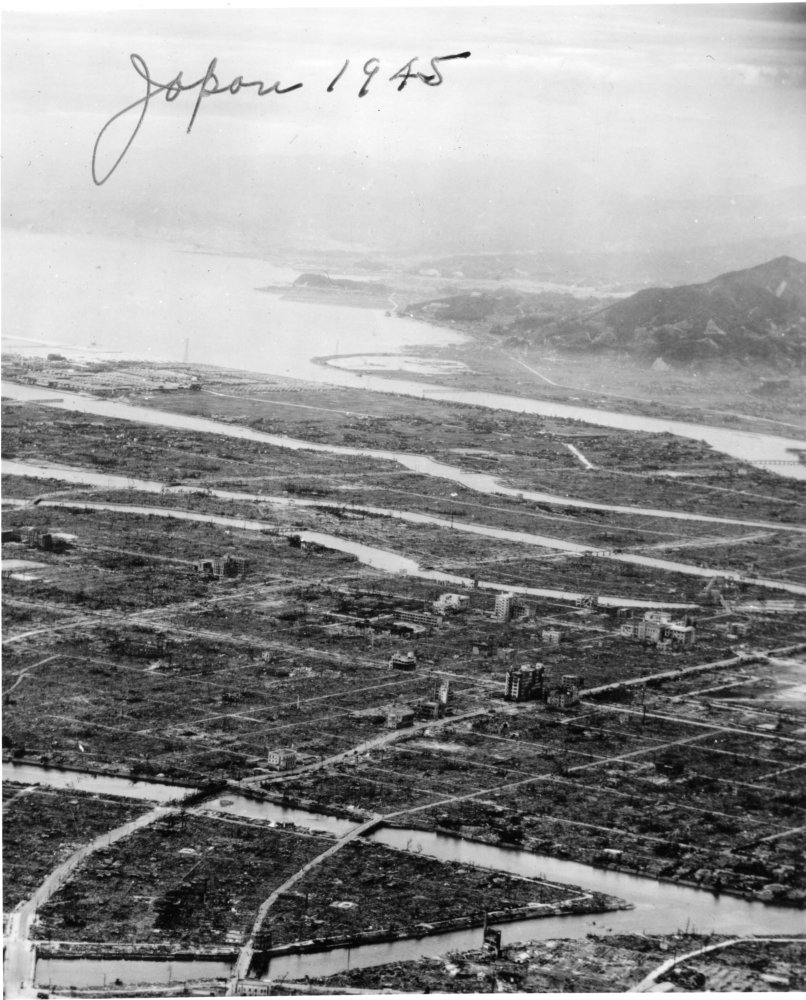
現在の広島駅付近から西方向を望む。写真中央を横断する道がのちの平和大通りになる。この道の写真右端が当日の建物疎開地点の一つである土橋付近、そこから左側の川を超えたところが県庁付近にあたる。
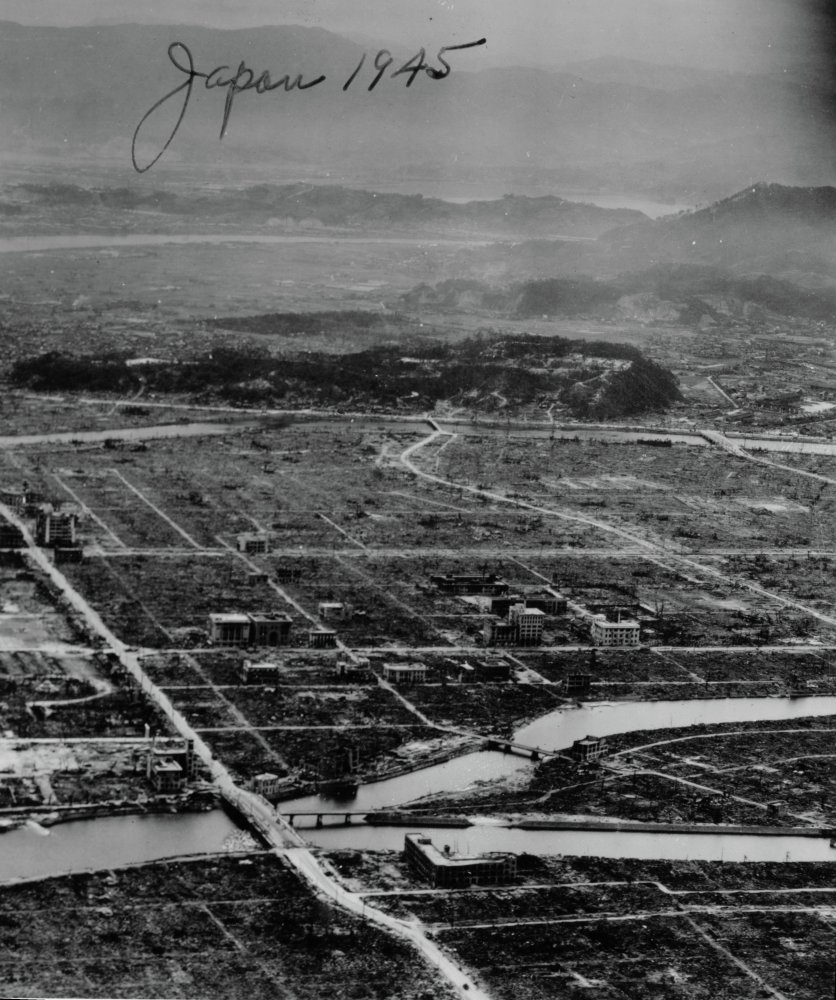
現在の中区寺町・広瀬から東方向を望む。中央の丘が比治山で中央の橋が鶴見橋、そこから右下へ伸びる道がのちの平和大通り。カーブ地点より向こう側が当日の建物疎開地点の一つ、鶴見橋付近にあたる。
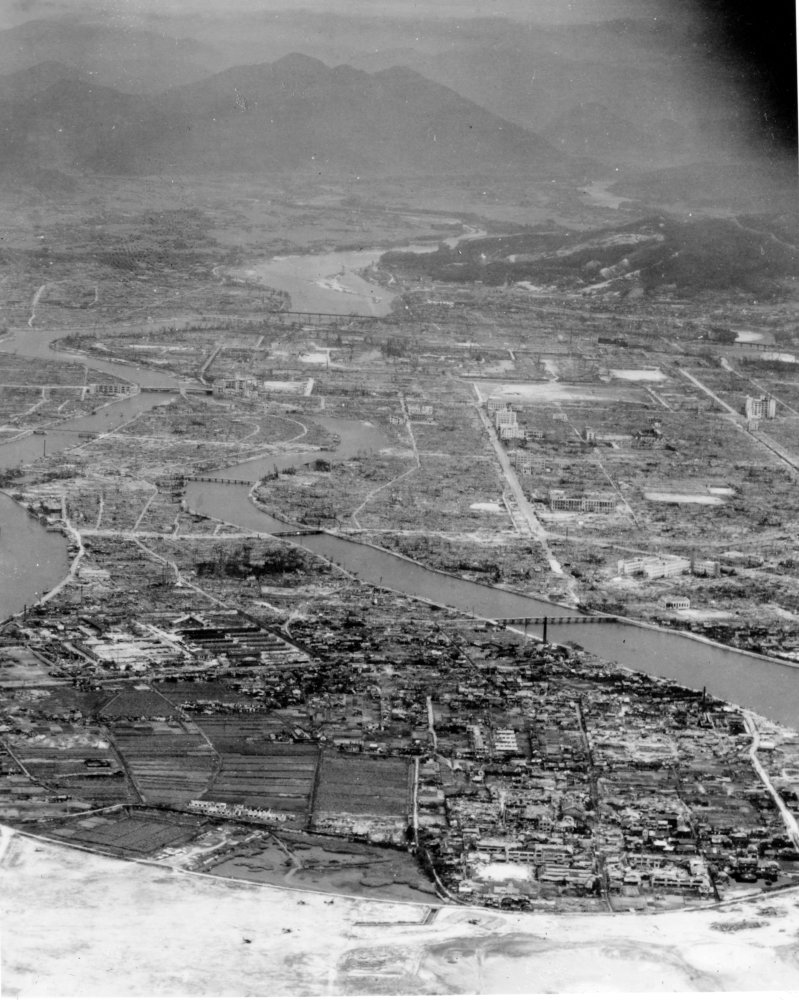
現在の中区吉島付近から北方向を望む。写真中央やや右を縦断する太い道が鯉城通り、その下の橋が南大橋。その一つ上の交差点が鷹野橋交差点、その一つ上が白神社交差点であり、そこを横断する道がのちの平和大通り。

同1945年9月には大型の枕崎台風・同年10月には阿久根台風を伴って豪雨が広島市内を直撃し、更に被害は拡大した。

### 100m道路
1945年（昭和20年）12月、「戦災復興都市計画基本方針」が閣議決定される。この中で以下の規定が盛り込まれた。
こうして、全国で100m道路が計画され最大で24路線（1947年時点）が立案した。
広島市の復興は木原七郎次いで浜井信三が広島市長となり、中国地方を統括したイギリス連邦占領軍からハービー・サテン少佐（医学・公衆衛生）およびS・A・ジャビー少佐（都市計画）そしてアメリカ軍ジョン・D・モンゴメリー中尉（都市計画）が復興顧問に就任し、1946年（昭和21年）1月広島市復興局が設立、同年2月に復興審議会が設立されると、広島の復興プランが市民や国内外の識者から少なくとも30以上提唱された。その中の一つである、戦災復興院の意向を受けて竹重貞蔵広島県都市計画課長が練った都市計画（広島県都市計画課立案）をベースに復興審議会での諮問の中で他案のアイデアを取り入れ、同年10月「広島復興都市計画」として立案した。100m道路計画は、「平和公園（広島平和記念公園）」と、太田川水系各支川の河辺を緑化する「河岸緑地」とともに目玉プランとしてこの中に組み込まれたものであり、この時点では以下の2路線であった。
| 等級          | 路線名       | 詳細                                                            |               |
| ------------- | ------------ | --------------------------------------------------------------- | ------------- |
| 広路I号       | 比治山庚午線 | - 橋梁部分を除く鶴見町から福島町まで。 - 後の平和大通り。       | [ 62 ] [ 65 ] |
| I等第2類第3号 | 出汐庚午線   | - 橋梁部分を除く舟入および観音地区に。 - 後の広島市道霞庚午線。 | [ 62 ]        |

同1946年11月、この計画に戦災復興院嘱託であった丹下健三が参加し具体的に進められていった。まず工事が始まったのは比治山庚午線からであり、同年11月整地が始まり区画整理が進められたが、他の復興事業とそれに対する人口の不足、そして財政難でなかなか進まなかった。そこへ浜井市長ら関係者の尽力により1949年（昭和24年）8月「広島平和記念都市建設法」が連合国軍最高司令官総司令部（GHQ）お墨付きで公布、復興事業が進むようになった。
この間、復興審議会での論議と平和記念都市建設法成立を経て今後の広島の方向性を明確なものとした「広島平和都市建設構想」が確立し、復興都市計画をベースに新たな都市計画「広島平和都市建設計画」が作成されていった。
一方で国内で最大24路線計画された100m道路ではあったが、1949年ドッジ・ラインに基づく緊縮財政を理由にほとんどが頓挫した。広島においても、100m道路は平和公園とともに計画当初から住宅難に悩む市民にとっては不評だったこと、2路線のうち出汐庚午線は復興都市計画立案当初から整備する意義が不明瞭であったため否定的な意見がでたことから、後に立案した広島平和都市建設計画では比治山庚午線は100m道路のままであったが出汐庚午線は幅員30mに縮小されている。新橋と新大橋（後の平和大橋と西平和大橋）は米国対日援助見返資金特別会計によって架橋された。
1950年(昭和25年）市が公表した広島平和都市建設構想試案には100m道路を「平和緑道」と仮称したことに加え、以下の文面が記されていた。

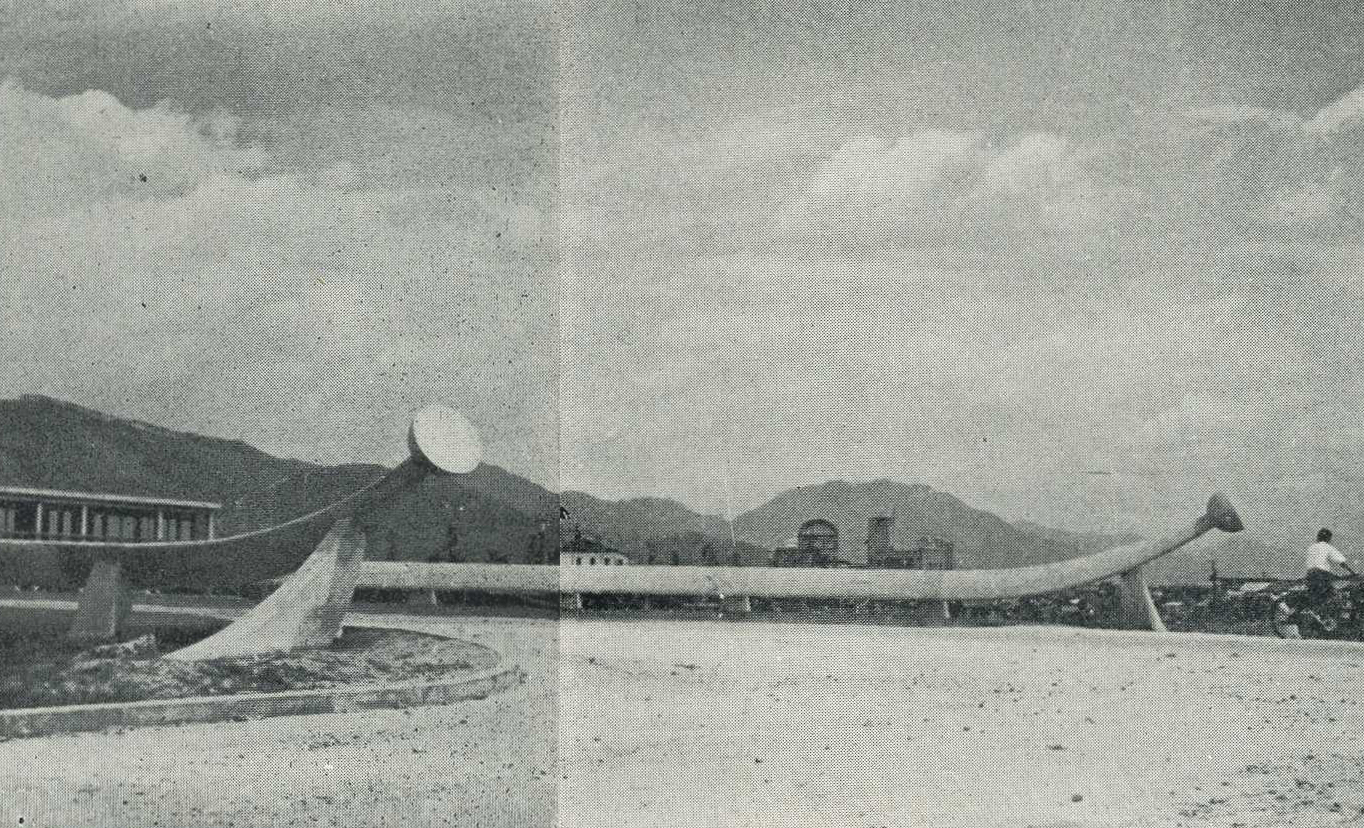
開通直後の平和大橋。工事は建設省によるもので、丹下の推薦によりイサム・ノグチが欄干をデザインした。

1951年(昭和26年）工事中の100m道路の名称を公募し「平和大通り」となった。あわせて、平和大橋・西平和大橋も名付けられた。1952年（昭和27年）3月「広島平和都市建設計画」が立案、この時から平和大通りが市中心部での主要道路配置の基準軸となった。同年には平和大橋・西平和大橋完成、1953年（昭和28年）平和大通りにとって三番目の橋となる緑大橋が完成した。
こうして、100m道路は復興計画から平和都市建設構想へと移行する中で2路線あったものが1路線となったがその構想を推し進めようとした浜井市長以下広島市の強い意志が働き、平和大通り工事は進んでいった。

### 供木運動
1955年（昭和30年）発売した大田洋子の小説『夕凪の街と人と―一九五三年の実態』の中で、登場人物の一人が当時の復興事業を語っている。
平和大通りや平和公園建設のため半ば強制的に立ち退きを迫られた住民にとって、この通りは相変わらず批判の的であった。これが顕著となったのが1955年広島市長選挙で、復興事業を進めていた現職の浜井信三（革新）に対し、対抗馬渡辺忠雄（保守）は公約に計画再検討を掲げ「百メートル道路の幅員を半分にし住宅を建設する」とぶち上げた。結果、1947年から市長を2期務めた浜井は落選、渡辺が新しい市長に就任した。渡辺は公約通り進めようとしたが、市の幹部や道路担当者に説得され頓挫、結果平和大通りはそのまま工事が進んでいった。
平和大通り改修を諦めた渡辺が次に行ったのが「供木運動」である。これは平和大通りのグリーンベルト部分の緑化キャンペーンであり、県内を問わず全国レベルで植樹を呼びかけた。この呼びかけに「廃墟の街に緑を」と世界レベルで応じてもらうことができ、1957年（昭和32年）から1958年（昭和33年）にかけて行われ、多くの木が植えられた。広島市の公式発表によれば1957年に高木約1,200本、1958年に高木約1,300本、その他低木も多数植えられた。
こうして当初は歓迎されなかったどころか存続の危機さえあった100m道路は、供木運動を経て緑化が進み広島が国際平和文化都市として成長していく中で象徴の一つとなっていった。

### 全線開通
東端である鶴見橋は被爆に耐えた木橋の歩行者専用橋であったが、1958年（昭和32年）再び木橋の歩道橋に架けなおされた。なお、この橋はこの後も歩道橋のままつまり平和大通りは東端（京橋川）で車両は渡河できず、道路橋となり車両が通行できるようになるのは平成に入ってからである。
そしてこの工事で最後の難所となったのは西端の福島町である。この地区は戦前からの太田川放水路工事により大規模な土地区画整理と河川改修に伴う新己斐橋架橋、戦後乱立したバラックの強制退居、そして漁業権問題からの放水路工事反対運動で工事が一旦ストップし、これに国（建設省）・県・市の事業が同時進行していたことも相まって、幾重にも問題を抱えていた。諸問題が解決し1955年（昭和30年）放水路の工事が再開したものの、1962年（昭和37年）時点でも福島町の埋め立て工事が進行中だったため平和大通り工事は未着工だった。
その後工事は順調に進み、1965年（昭和40年）太田川放水路の通水・新己斐橋竣工、そして同年5月平和大通りが全線開通した。

### パレードと広島フラワーフェスティバル
1965年（昭和40年）10月、自衛隊発足15周年記念として第13師団観閲式が初めて行われた。市民団体による反対運動の中、市長の浜井信三は道路使用を許可し、鶴見橋から西へ進み白神社前まで行進、反対側の市民感情に配慮し平和公園前までは行かなかった。参加隊員1,600人、参加車両は戦車14両を含む190両、市民約30,000人が見物した。翌1966年（昭和41年）も同ルートで行われている。

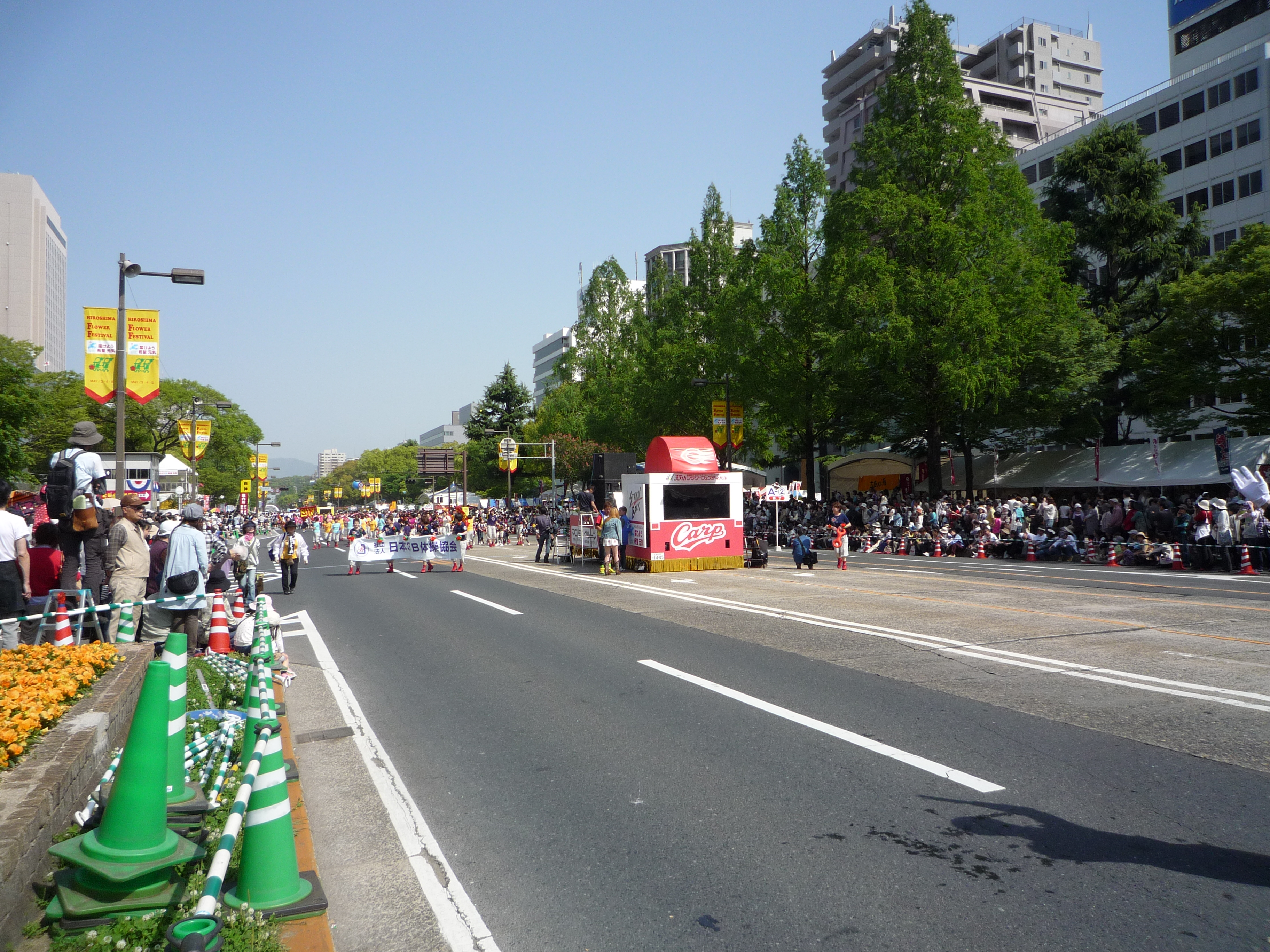
2011年ひろしまフラワーフェスティバル準備中の様子。中央に見えるのがカープの花車で、なお写真のように当時は一部でコンクリート舗装だったが2015年現在では全面アスファルト舗装になっている。

1975年（昭和50年）、被爆30年目にあたり変化があった。8月6日広島平和記念式典で、平和公園前900mが初めて車両通行止めとなった。そして、「静」となる鎮魂の式典に対し「動」となる華やかな祭りで平和と生きている尊さを喜び合おうと、大規模な祭りの構想が地元紙中国新聞社や地元自治体首長などによって考えられていた。
そこへこの年のプロ野球において、地元広島東洋カープが球団創立25年目にしてセ・リーグ初優勝を果たした。と同時に球団主催で優勝パレードが企画された。当初広島県警察は否定的であったが勢いに押され了承、優勝決定から5日後にあたる10月20日西観音町（現西区）から田中町（現中区）までの2.7kmでパレードが行われた。沿道を人が覆い、約30万人（県警発表）が詰めかけた。この後、広島東洋カープの古葉竹識監督は広島市の荒木武市長と対面した際に「広島には大きな祭りがない。ぜひつくってほしい。」と懇願した話がある。
こうした流れから宮澤弘県知事・荒木市長・山田克彦広島商工会議所会頭らが会談を行い、1976年（昭和51年）9月市民の祭典「ひろしまフラワーフェスティバル」が開催が決定され、翌1977年（昭和52年）から毎年開催されるようになった。
そしてフラワーフェスティバル開催以降、平和大通りは広島のシンボルロードとして認識されていった。

### 軌道系交通網計画

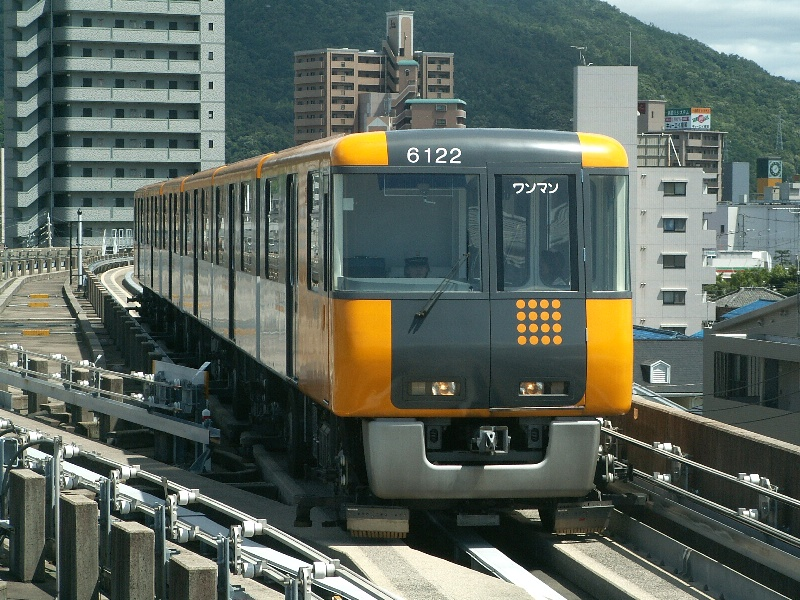
2012年現在で有力なのはアストラムラインの地下敷設である。

1960年代のモータリゼーション以降、市中心部での交通網再編が始まり軌道系交通機関の計画が検討され、その幾つかで平和大通りの地上ないし地下に通すものが考えられた。以下計画されたものを列挙し、詳細は当該リンク先を参照。
- 地下鉄東西線[90]
- 広島電鉄平和大通り線 - 1997年（平成9年）広電により発表[90]。現状の広島電鉄本線には長大車両が通行難となるクランクがあるためその解消として（広島電鉄#本線クランク解消参照）。ただ1998年（平成10年）橋口収商工会議所会頭が「平和記念公園は聖地でありその前を車に加えて電車も通るのは好ましくない」と話す[91]など、反対勢力もいる。
- アストラムライン東西線[90]

### リニューアル事業
平和大通りの将来像については、早い段階から案が出されていた。例えば1979年（昭和54年）市の依頼で丹下健三都市建築設計研究所が出したものでは、通りの中央部分を緑地帯として集約し両外側の側道を拡幅し車道として用いる構想が考えられた。
また、東端につながる広島市道比治山東雲線が整備されていく中で1990年（平成2年）には東端の歩道橋である鶴見橋が道路橋として架け替えられ、車両が全線通行可能となった。

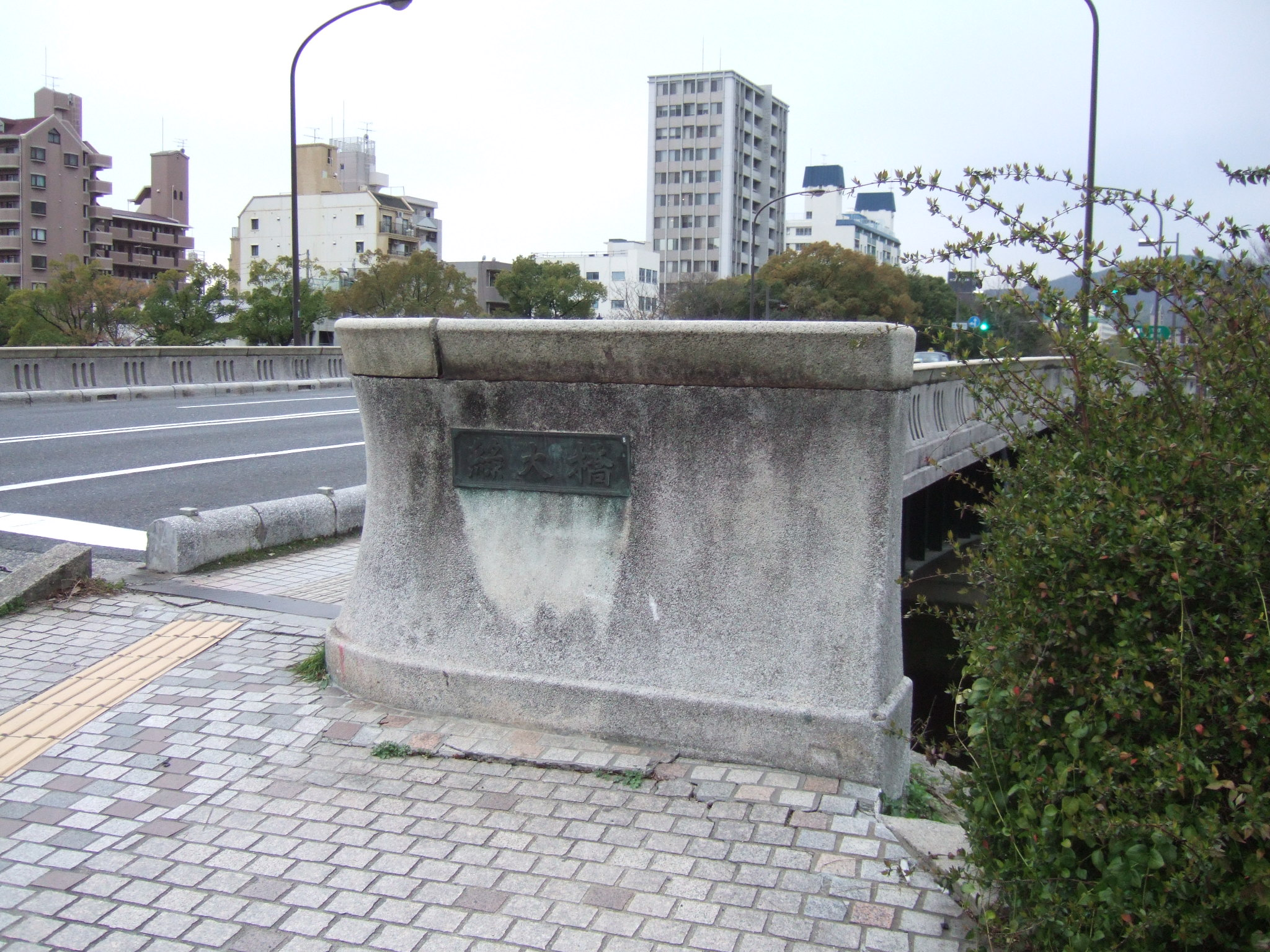
平和大通りで最も狭幅員である緑大橋

1995年（平成7年）被爆50年目にあたり、平和大通りの将来像について協議された。その中で平和大通りの課題がいくつか浮かび上がった。
- 魅力の欠如 - 道路の周辺変化に乏しい。緑地が十分に生かされておらず、また一部夜間が暗いところがあり安全性にも問題がある[15]。
- 中央道路部での交通混雑 - 当初は広幅員として開通した平和大通りであるが、現状の交通量では一部で対応できていない。また両脇の歩道では自転車道と歩道が分列されておらず、そのため交錯する[15]。
- 狭い橋梁部 - （鶴見橋以外の）橋梁部分は幅は狭く現状の交通量では満足できなくなっている。歩道は特に狭く、通行に支障がある。そして老朽化の問題もある。その中でも平和大橋と西平和大橋はイサム・ノグチがデザインした貴重な欄干であるという面で、改修には別の問題も発生する[15]。
- 軌道系交通機関敷設への対応 - 将来の軌道系交通網構築（2012年現在では地下式として構想）のため[15][89]。

2002年（平成14年）「平和大通りリニューアル事業」を広島市が公表した。「人間尺度を尊重した使い勝手のよさ」「道路と一体化した街並みの形成」「美しい風景づくり」をテーマに掲げ、中央部では車道部の拡幅とバスレーン・自転車道を配置し歩道を除外、緑地副道部では周辺環境と一体となった環境を整備する。橋梁部は架替で進められていたが、平和大橋/西平和大橋は現状を残し外側に歩道橋を新設する方針で進んでいる。

## 構造

### 路面

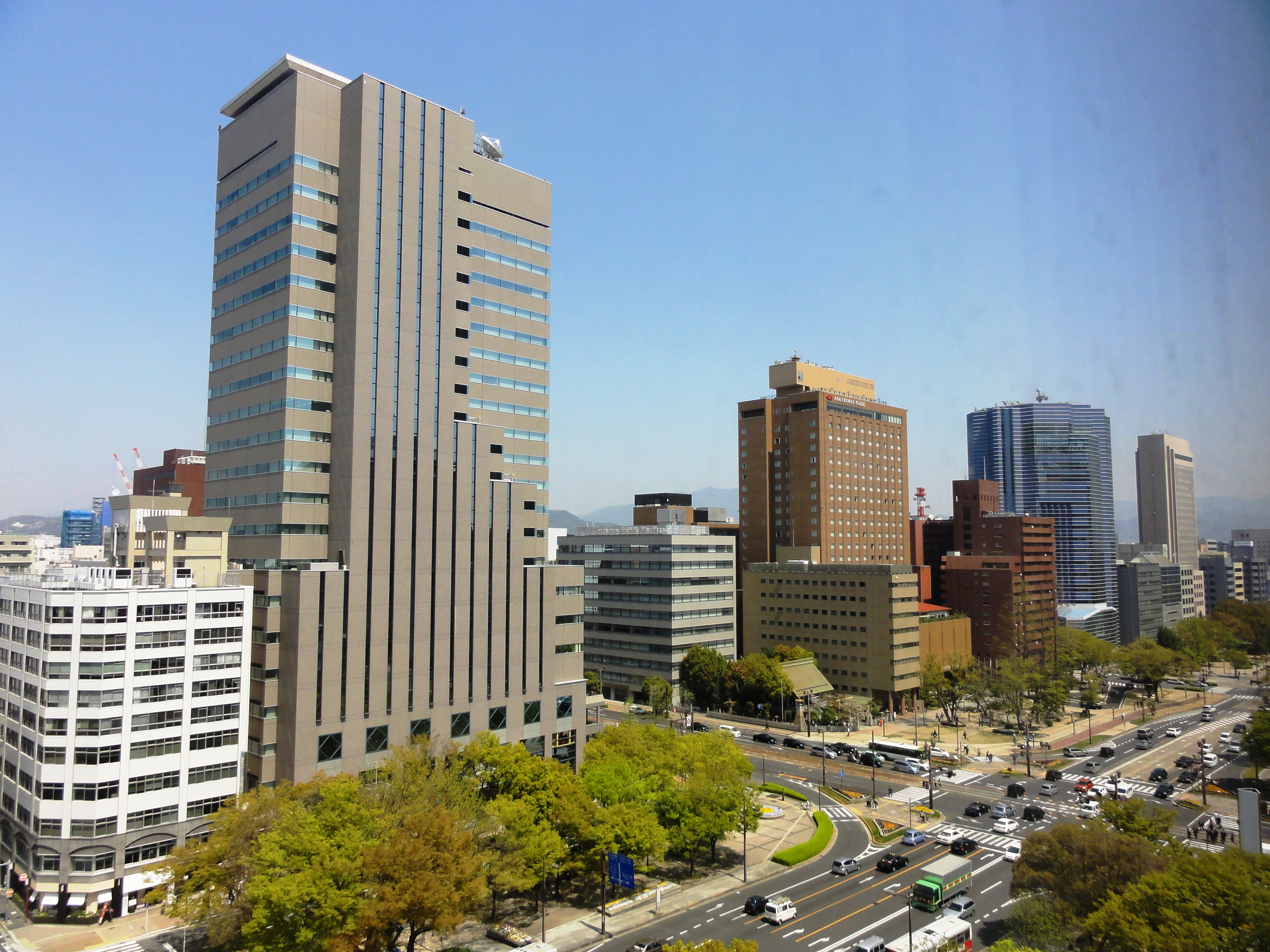
南西側から見た白神社前交差点。手前が平和大通り、電車通りが鯉城通り。

戦前の都市計画を踏襲した「広島復興都市計画」によって計画された通り、つまり相生通りや鯉城通りなど戦前から整備された通りとともに近世から近代における広島の中心施設である広島城を基準に碁盤目状に配置され、その後に成立した「広島平和都市建設計画」においてはこの道が軸となって市内中心部の主要道路は碁盤目状に配置された。こうした経緯から、広島の主要道路は城を基準にほぼ碁盤目状に配置されるようになった。
中央道路の両サイドに幅約20mの緑地帯、その外側に副道を設ける。中央車道、副道ともに歩道が付き、副道の一部は市営有料駐車場として整備されている。大きな交差点には左折レーンを設けている。西端のみ中央車道に広島電鉄本線が通り停留場がある。
舗装は、平和大通りが整備された当初はコンクリート舗装でありその後も部分的に残っていたが2010年代初頭に全面アスファルト舗装となった。広電（本線・広島電鉄江波線・広島電鉄宇品線）の軌道部分はコンクリートブロック敷設(スラブ軌道)。
緑地帯は市民の憩いの空間を形成している。

### 平和祈念
特筆すべきは、広島平和記念公園とともに平和祈念の意味合いを持っていることである。
- 上から原爆ドーム、平和公園の空中写真[23]、平和記念資料館と平和大通り。
- その左が西平和大橋、右が平和大橋。

|  |  |  |
|  |  |  |
|  |  |  |

公園を設計した丹下健三・浅田孝・大谷幸夫・木村徳国のいわゆる“丹下グループ”は平和大通りを南端の横軸とし、そこから原爆ドームまで垂直に伸びる縦軸上に平和の灯/原爆死没者慰霊碑/広島平和記念資料館を配置し、南北軸でヒロシマというドラマを表現し原爆ドームをその頂点とすることにより被爆を受け継ぐ証言者としてまた復興の象徴とした。平和資料館は形状は平和大通りから公園へのゲートとしてデザインし、平和大通りから原爆ドームを望めるようにした。そして平和大通りから平和公園へ導く橋は、イサム・ノグチがヒロシマの過去と未来を表現した平和大橋と西平和大橋。
平和大通りの緑地帯には、著名な造形家がデザインした慰霊碑やモニュメント・石灯籠が83箇所に存在する。以下主なものを順不同で列挙する。
| - 被爆動員学徒慰霊慈母観音像 - 広島第一県女原爆犠牲者追憶之碑 - 広島市立第二国民学校慰霊碑 - 広島市立高女原爆慰霊碑 - 竹屋地蔵尊 - 小網町町内会原爆慰霊碑 - 旧天神町南組慰霊碑 - 福島地区原爆犠牲者慰霊之碑 - 移動演劇さくら隊原爆殉難碑 - 広島市医師会原爆殉職碑 | - 嵐の中の母子像 - 平和の門 - 原爆犠牲国民学校教師と子どもの碑 - 友愛碑 - 慈母の像 - ラ・パンセ(瞑想の像) - 平和の像「若葉」(湯川秀樹歌碑) - 解放運動無名戦士之碑 - 拓友よ眠れ・碑（広島県送出元満州開拓青年義勇隊物故者） - 殉国国民義勇隊原爆慰霊碑 |

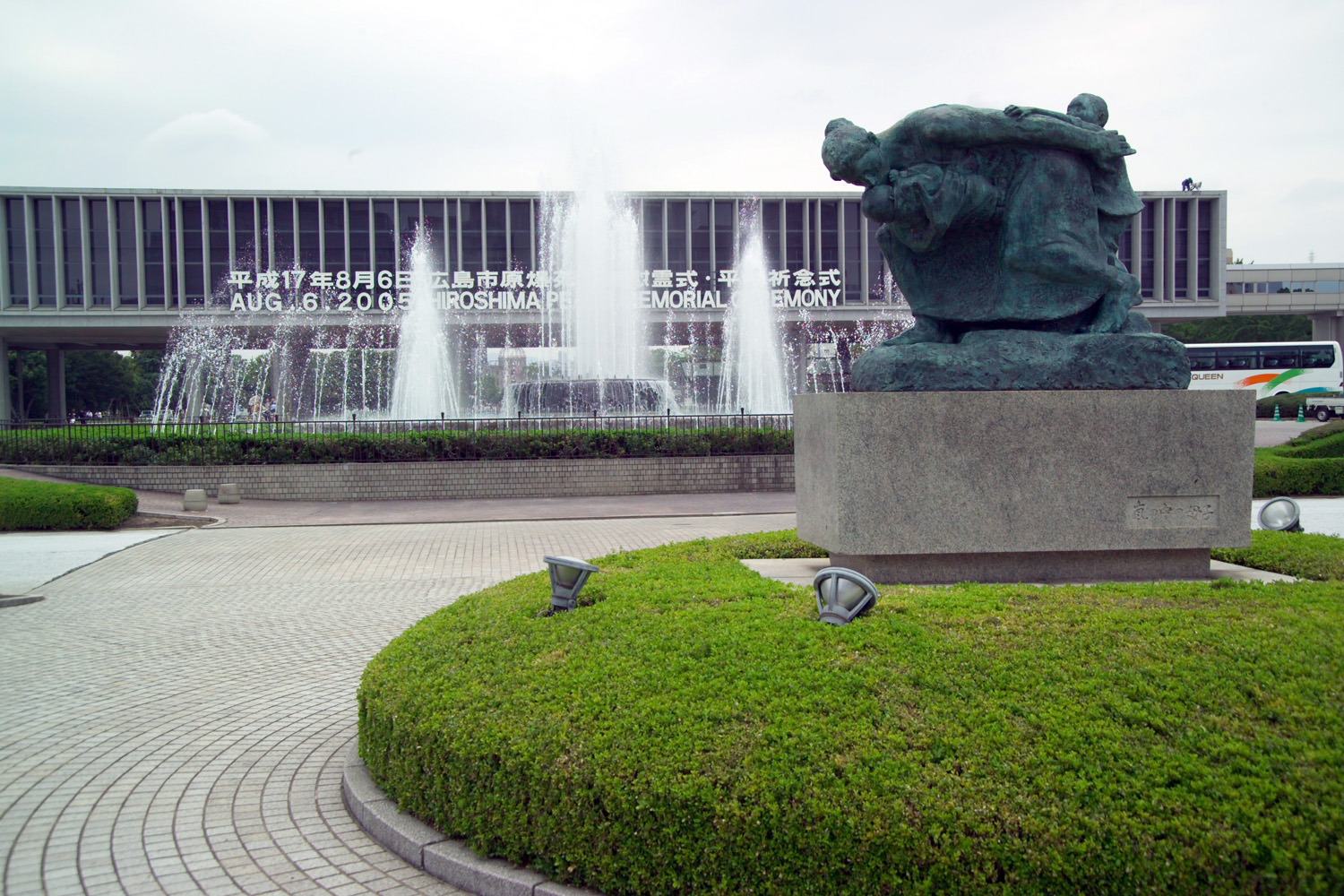
嵐の中の母子像
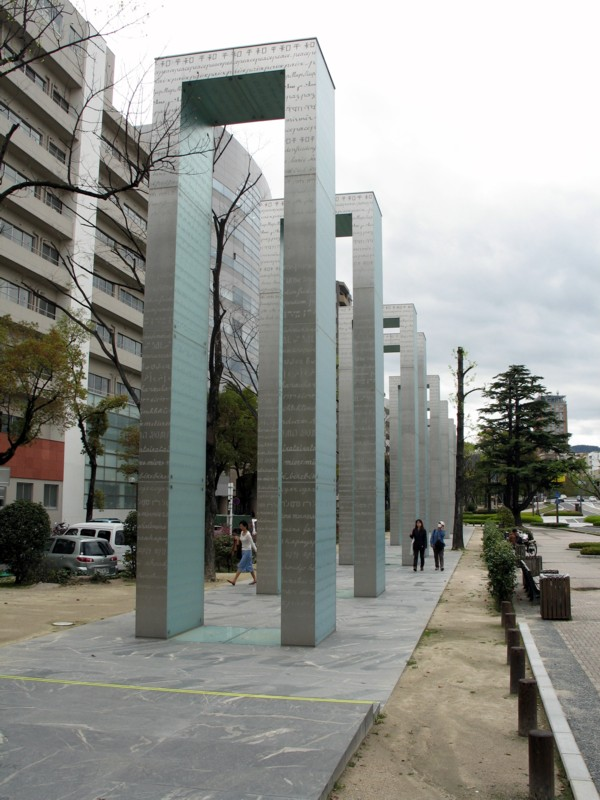
平和の門
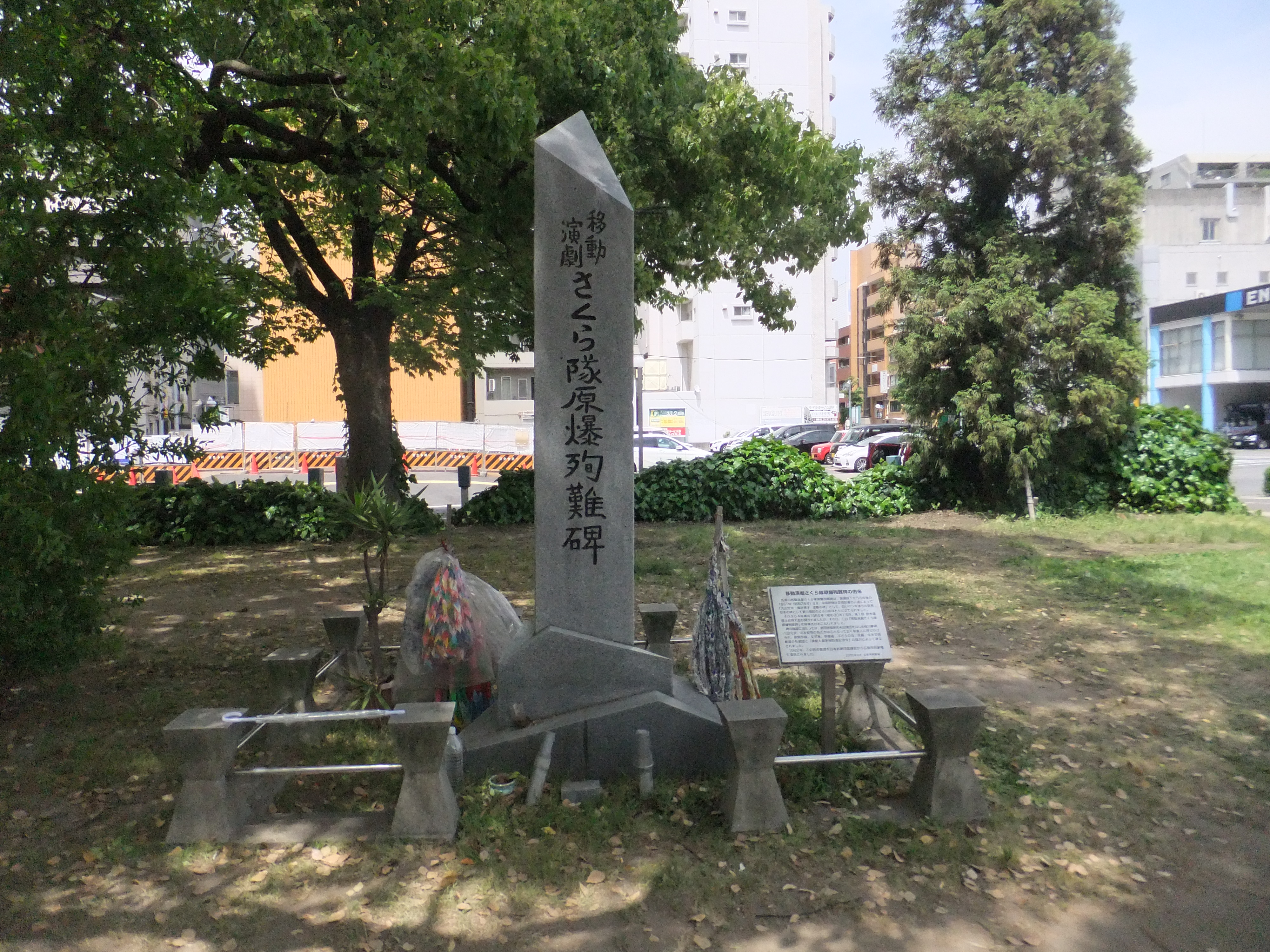
移動演劇さくら隊原爆殉難碑

### 緑地

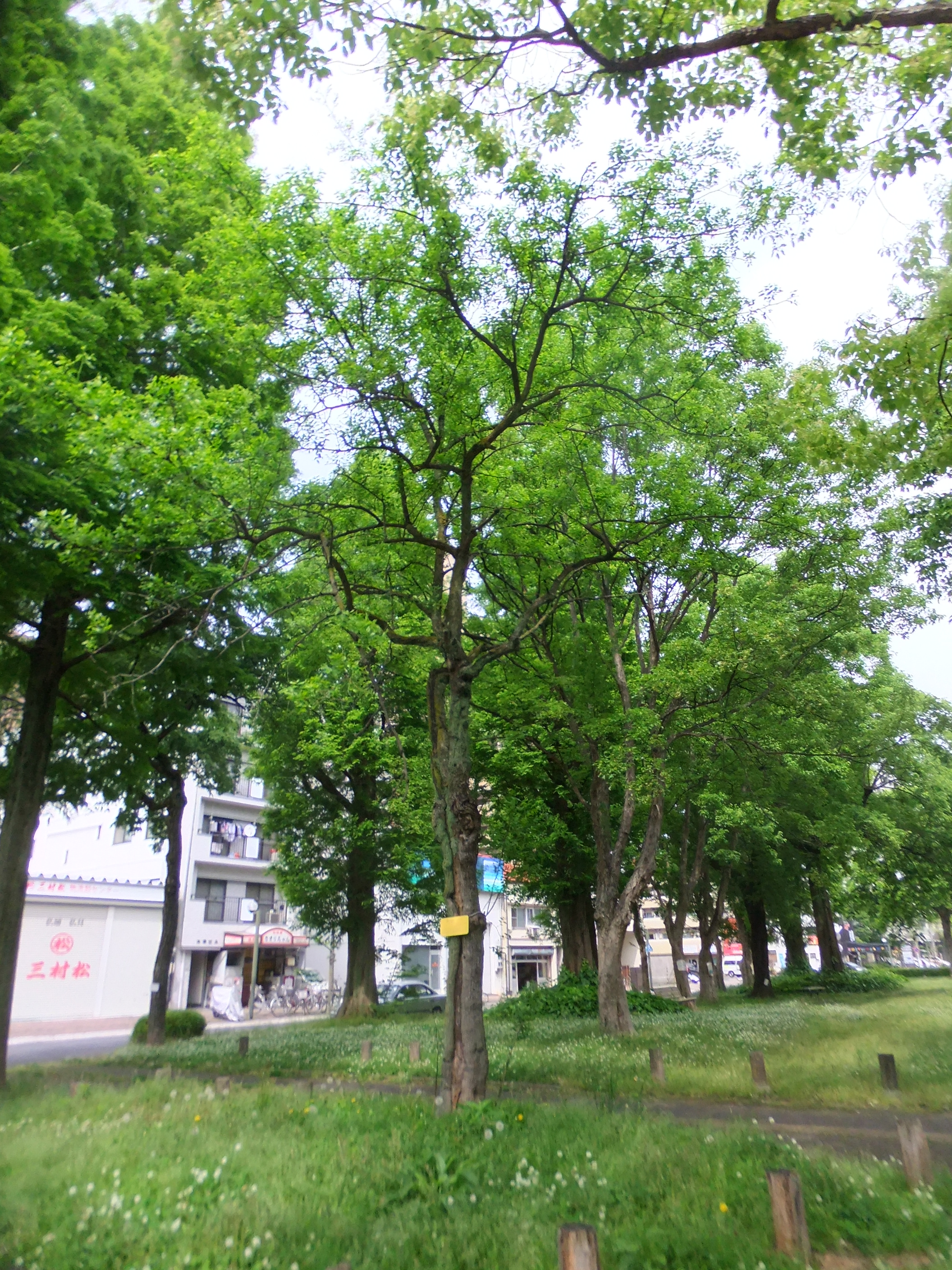
西観音町のナツメ。元々はこの近くの民家前（爆心地から約1.4km）にあり、後にここに移植された。樹の幹に被爆時の傷がある。
なお全ての被爆樹木には写真のような説明板が付いていたが、被爆70年目にあたる2015年からQRコード付きの新しい説明板に随時更新している。

平和大通りの緑地帯は単なるグリーンベルトとしてでなく、平和公園および中央公園を中心に置き、南北に流れる太田川水系各支川それぞれの河川美を活かした「河岸緑地」と、市内中心から見て東側にある比治山・西側にある己斐の山々を、東西に貫く平和大通りがそれらを繋ぎあわせる、という壮大な緑化計画のもと整備されたものである。
この通りの樹木のほとんどが1957年（昭和32年）から1958年（昭和33年）にかけて、"夢見る20年後の広島"をキャッチフレーズにした「供木運動」により植えられたものである。終戦後の広島は、被爆により荒廃した地、更には被曝により「原爆で攻撃された地域は70年間死に満ちる」「70年（75年とも）は草木も生えない」と風評被害を受けた地で、緑とはこの地で生きていける証であり復興の象徴、緑化運動とはそこから平和都市へと進んでいく情熱であった。こうした考えで供木運動により植樹されたものであることから、平和大通りにある樹木には立ち枯れや自然に倒木する以外ではほとんど手を付けてはならないという暗黙の了解が存在する。平和祈念のためモニュメントを設置する際に伐開したとしても問題にされるほどである。
樹木は全体で約2,000本。ほぼ沿道全線に植えられているが、唯一広島平和記念公園前だけ植えられていない。市民団体の調査によれば、150種植えられており、多い種の順にクスノキ・ケヤキ・トウカエデ・ユリノキ・シラカシ。外来種もあり、貴重な種がいくつかあるが中でも、西観音町のナツメ、白神社前（旧国泰寺敷地）のエノキ・ムクノキ・クロガネモチ・センダン・カキノキ、は現存する被爆樹木である。なお鶴見橋東詰のシダレヤナギは、被爆樹木だった先代の木は2007年に枯死し、現在のものは同じ根から新しく生えたものである。

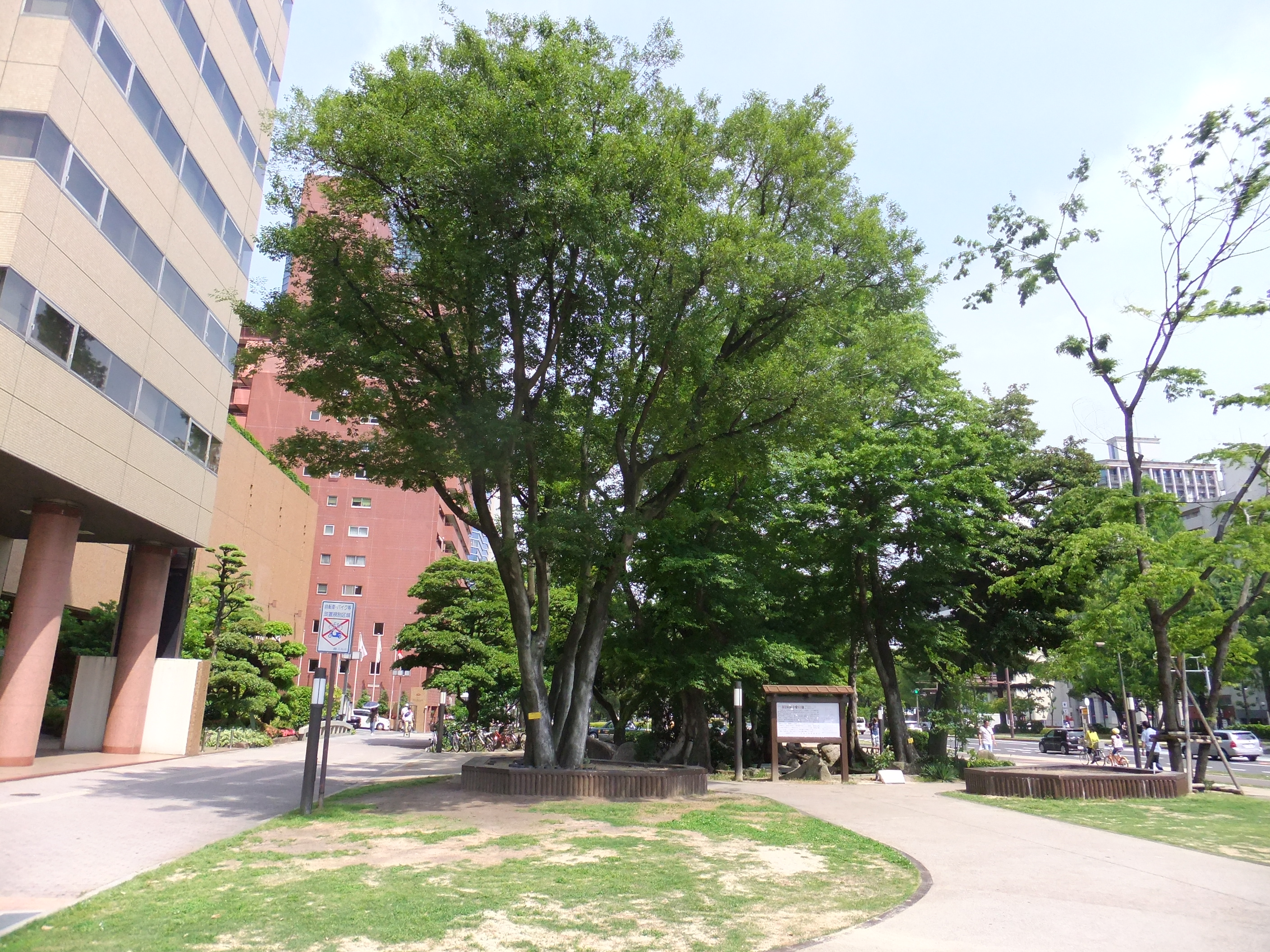
旧・国泰寺のエノキ
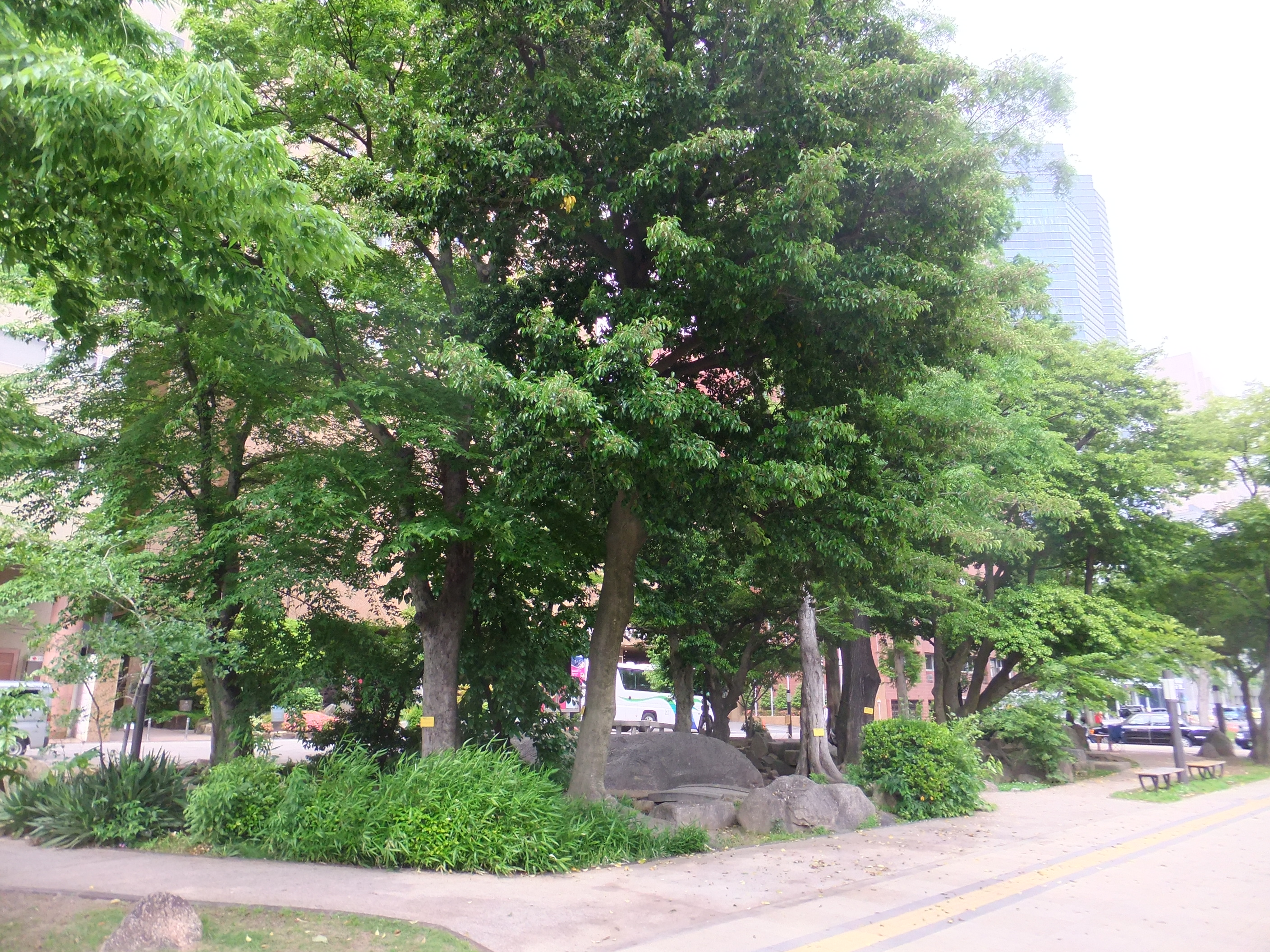
旧・国泰寺愛宕池周辺のムクノキ・クロガネモチ・センダン

### 防災
ハザードマップでは大規模な災害が発生した場合以下の区間で浸水する可能性があるとして注意を促している。下記表記の内、内水氾濫とは集中豪雨が原因で排水処理が追いつかず陸地に溢れる現象、外水氾濫とは河川の氾濫により溢れる現象。
また、この通りには広島県道路交通渋滞対策部会が問題視する主要交通渋滞箇所がある。
| 場所                                     | 最低標高 | 区分 | 想定被害 |         |
| ---------------------------------------- | -------- | ---- | --- | ------- |
| 鶴見町から大手町 （京橋川 - 元安川）     | 1.0m     | 内水 | - 富士見町で最大10cmから20cm浸水。 - 交差する地下道の田中町トンネルでも注意が必要。                                | [ 107 ] |
| 鶴見町から大手町 （京橋川 - 元安川）     | 1.0m     | 外水 | - 両端の鶴見町と大手町を除きほぼ水没している。 - 最大が田中町付近で床上、その他が床下浸水となっている。            | [ 108 ] |
| 中島町 （元安川 - 旧太田川）             | 2.0m     | 内水 | - 川沿いを除いてほぼ全線で最大100cmから150cm浸水。 - 最寄りの避難場所は広島国際会議場。                            | [ 109 ] |
| 中島町 （元安川 - 旧太田川）             | 2.0m     | 外水 | - 平和公園前交差点付近のみで1階部分が水没。                                                                        | [ 110 ] |
| 河原町、舟入町 （旧太田川 - 天満川）     | 1.8m     | 内水 | - 川沿いを除いてほぼ全線で最大50cmから100cm浸水。 - 最寄りの避難場所は広島市立神崎小学校と神崎保育園。             | [ 111 ] |
| 河原町、舟入町 （旧太田川 - 天満川）     | 1.8m     | 外水 | - 川沿いを除いてほぼ全線で1階部分が水没。                                                                          | [ 112 ] |
| 観音町、福島町 （天満川 - 太田川放水路） | 1.5m     | 内水 | - 東・西観音町の大部分、福島町二丁目の一部で、最大50cmから100cm浸水。 - この区間は沿道に西区役所・西消防署がある。 | [ 113 ] |
| 観音町、福島町 （天満川 - 太田川放水路） | 1.5m     | 外水 | - 東・西観音町の大部分で1階部分が水没。 - 西観音町停留所付近で床上浸水、放水路に近づくにつれ浸水被害はない。       | [ 114 ] |

| 全線で想定範囲に指定されていない | [ 115 ] |

| 西観音町電停東交差点 | - 広島電鉄本線の軌道がカーブする四差路交差点で、すぐ近くに西観音町停留場がある立地であることから視界が悪い地点がある。 - 2012年度広島市ワースト4交通事故多発交差点。                                 | [ 105 ] [ 116 ] [ 117 ] |
| 白神社前交差点       | - 交通渋滞区間である国道54号（鯉城通り）との交点、更に広島電鉄宇品線との交点でもある。なお最寄りの停留所（袋町・中電前）は交差点から離れた位置にある。 - 2013年度広島市ワースト3交通事故多発交差点。 | [ 105 ] [ 118 ]         |

### 景観
この通りの沿道は全線で景観性を配慮しなければならない。
- 平和記念施設保存・整備方針[119]

平和公園周辺である平和大橋東詰から西平和大橋西詰までの一帯は、世界遺産である原爆ドームのバッファーゾーン（緩衝地帯）に含まれる。この周辺の開発は、「平和記念公園の軸線上の見通しの確保」「平和祈念のため有効活用」そして「民間地においても原爆ドーム周辺に相応しい景観形成」が求められている。
1996年世界遺産に登録された原爆ドームだが、1999年レストハウスの改修問題、2006年中層マンション建設問題、そして2014年現在かき船移転問題など、周辺の環境変化に対し市民団体のみならず国際記念物遺跡会議も改善要求することもあった。そこで広島市は2006年に平和記念施設保存・整備方針を制定している。
- 平和大通り沿道建築物等美観形成要綱

1983年施行。平和公園周辺以外の沿道はこの要綱による。
- リバーフロント建築物等美観形成協議制度

1989年施行。河川周辺のみに限ればこの制度による。

## 沿道
この沿道には高層ビルがいくつか存在しており、ほぼ1980年代から1994年広島アジア大会の間、つまりバブル景気の時期に竣工したものである。またこれらは通りの北側に集中していることも特徴である。
平和公園以東
この沿道は高層および中層ビルが立ち並ぶビジネスゾーンであり、ホテルや商業店舗が並ぶ。ただ主要交通手段がバスだけであるというアクセスの問題から相生通り周辺と比べ発展しているとは言いがたい。

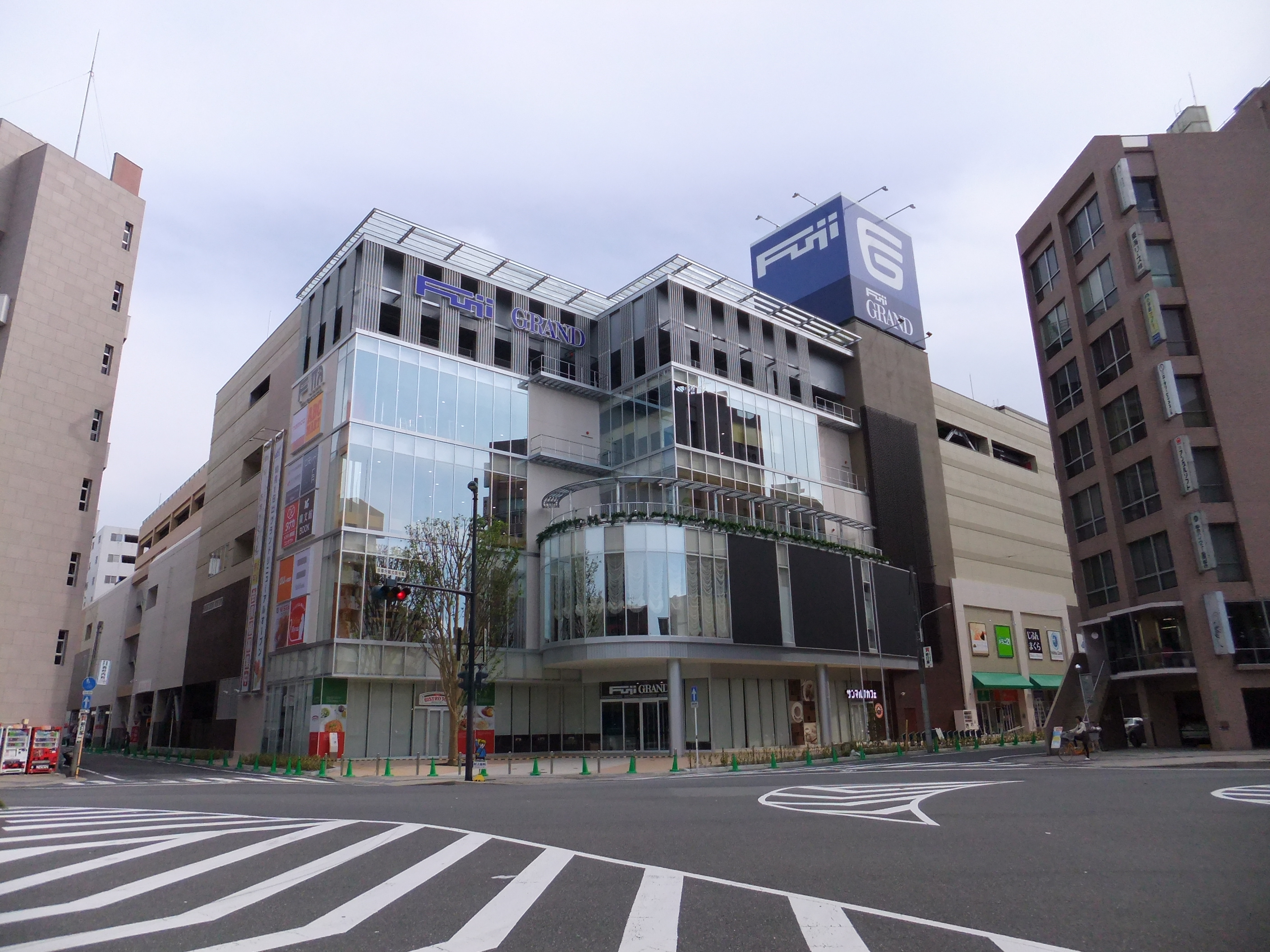
フジグラン広島
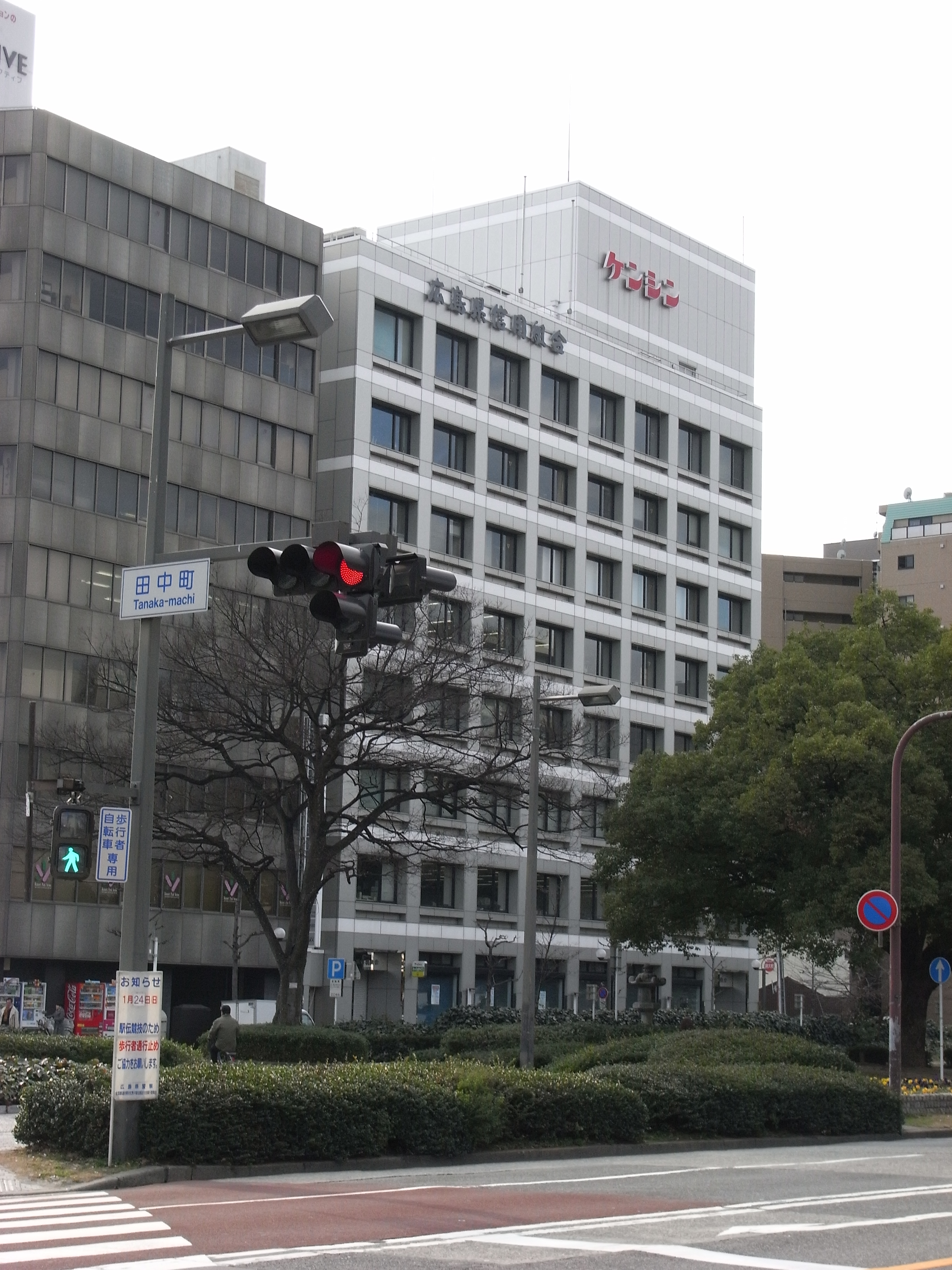
広島県信用組合本店
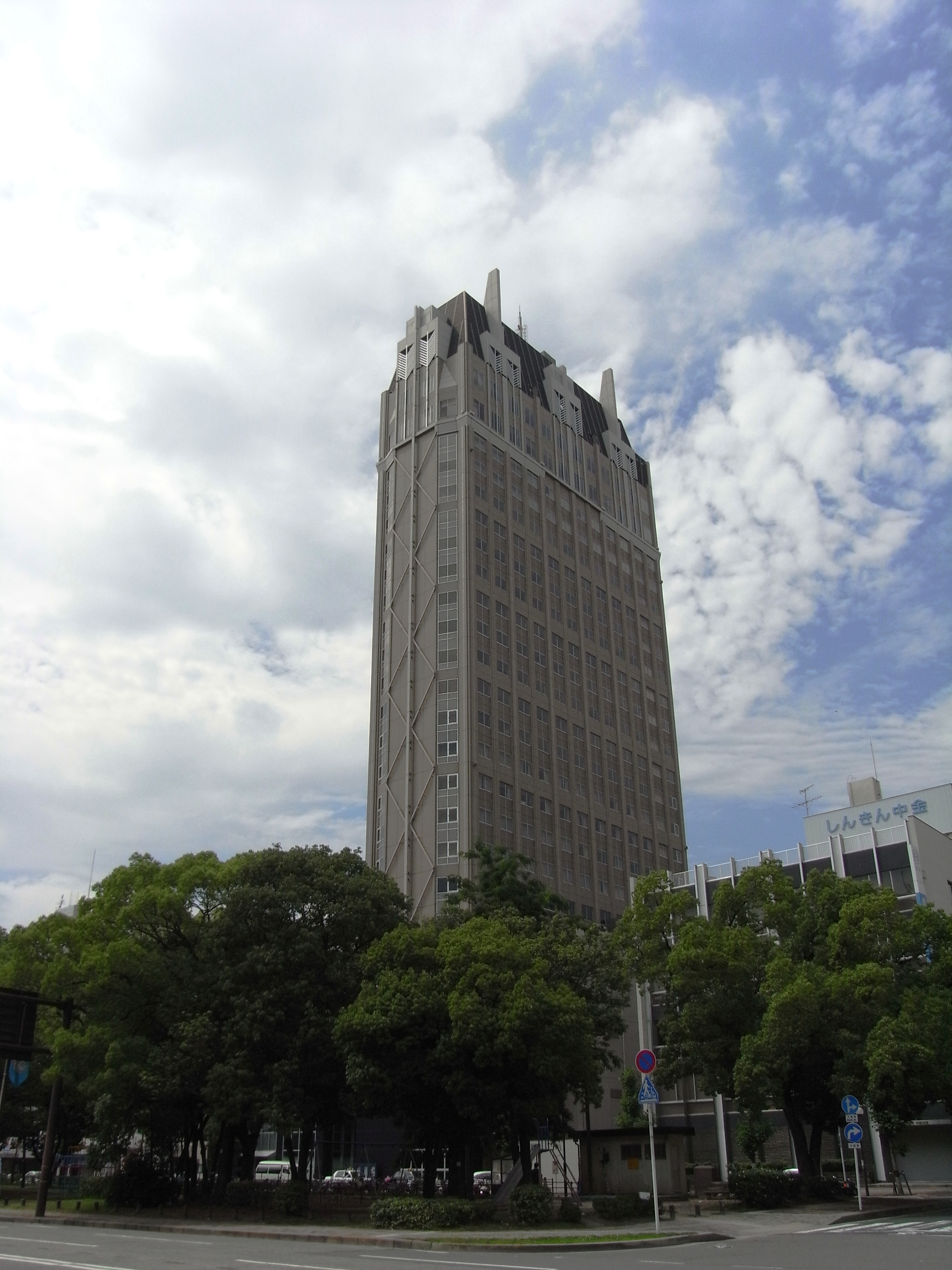
オリエンタルホテル広島
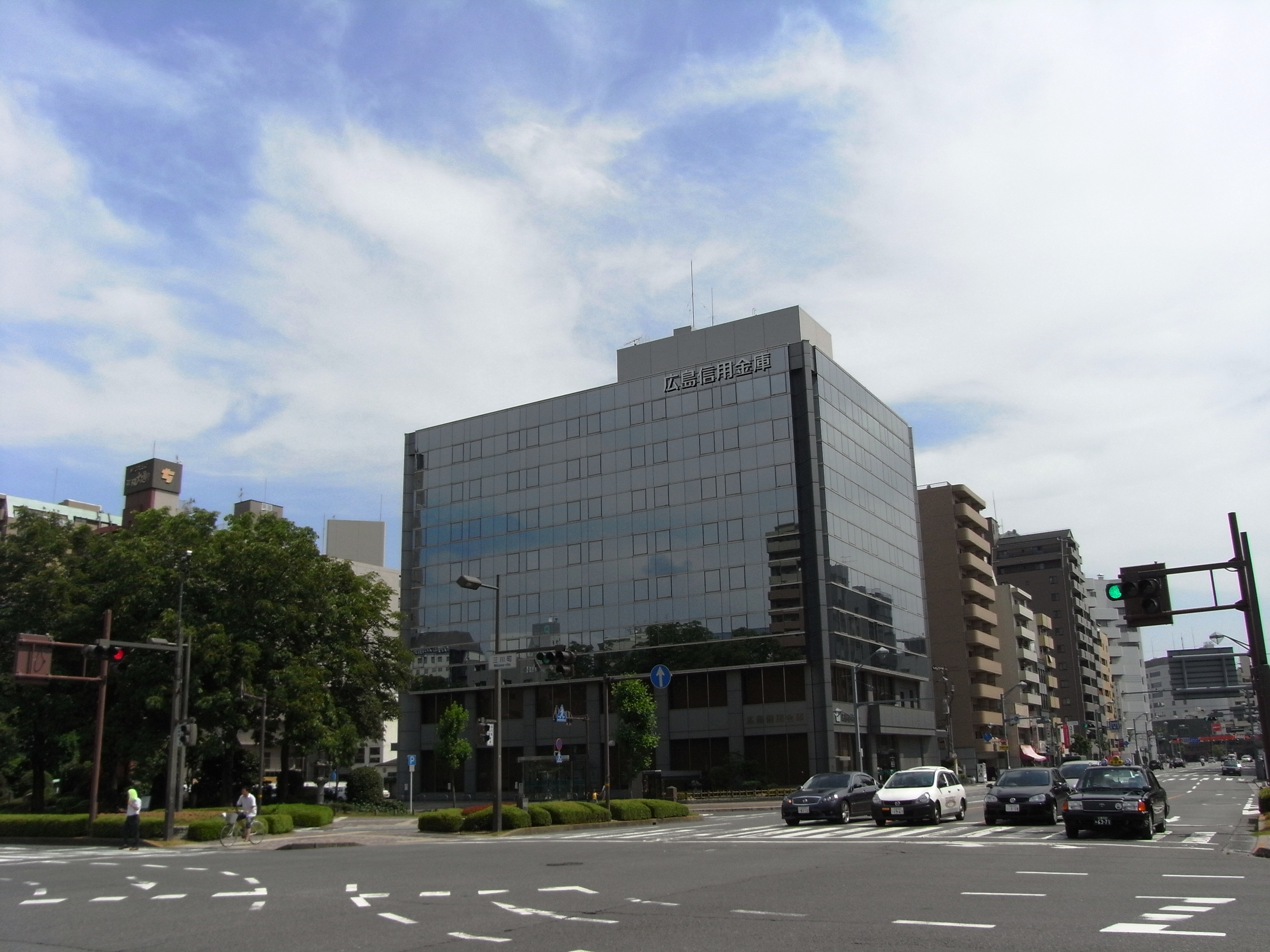
広島信用金庫本店
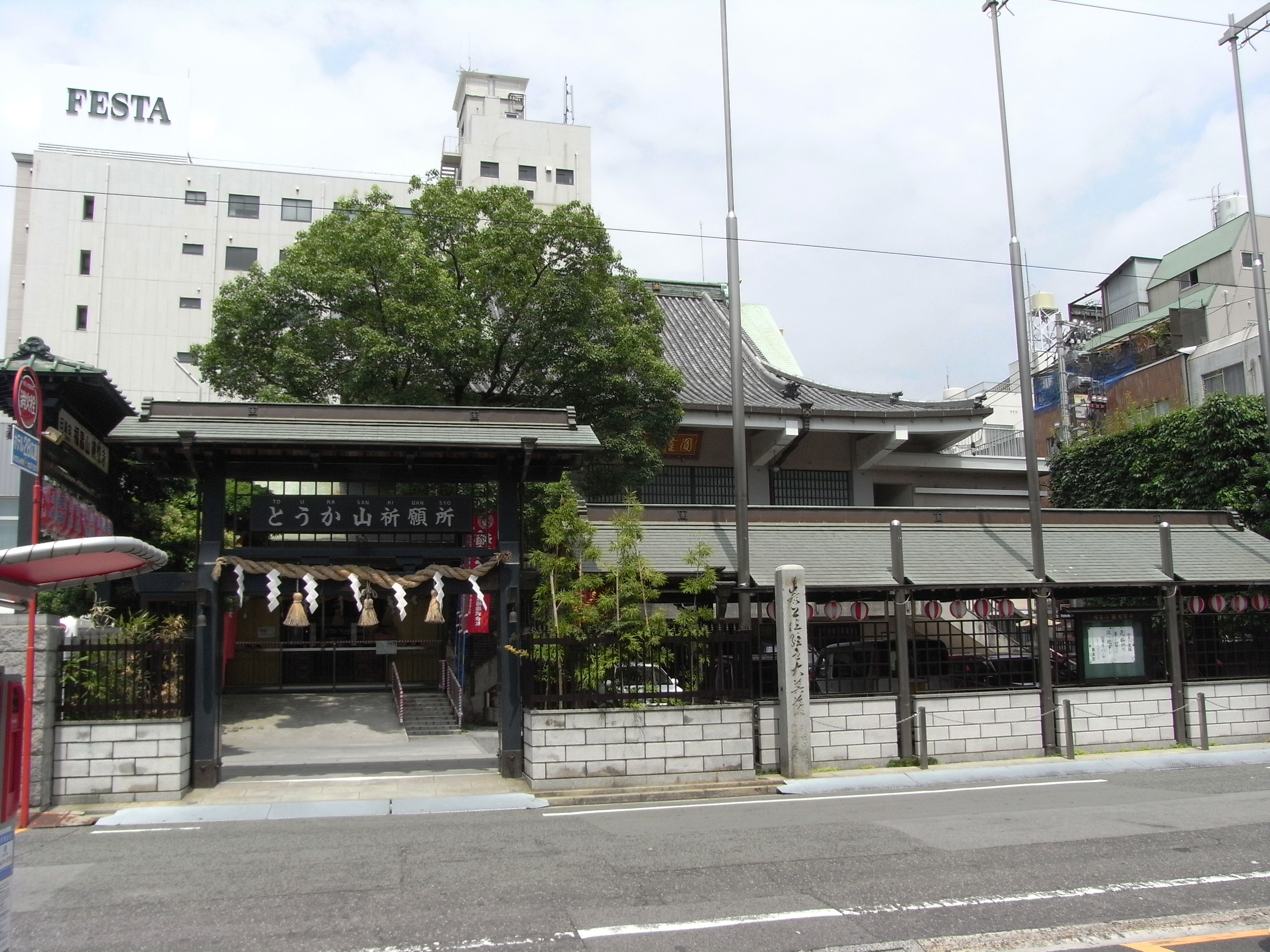
円隆寺。「とうかさん祭り」の寺として知られる。
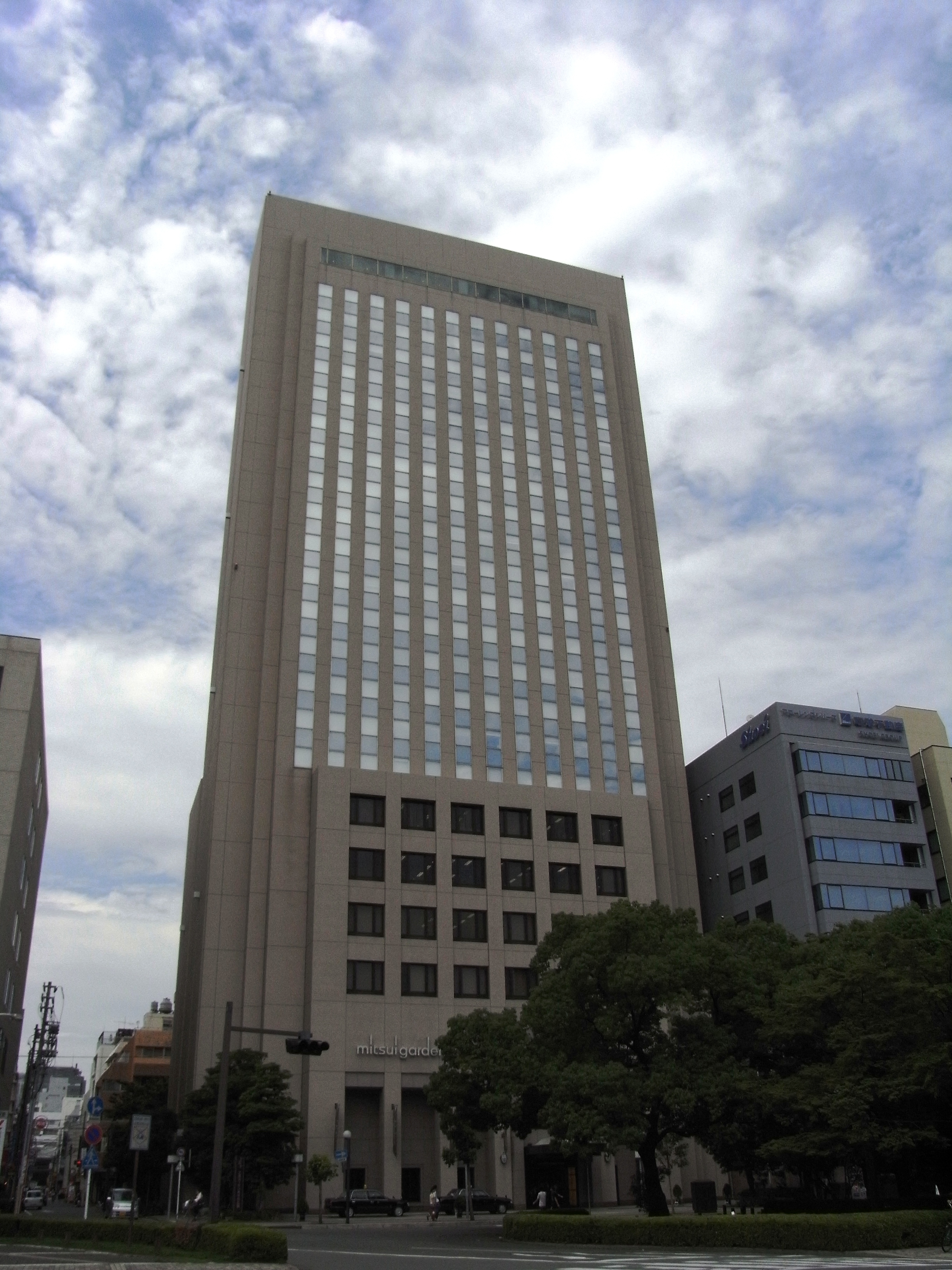
三井ガーデンホテル広島
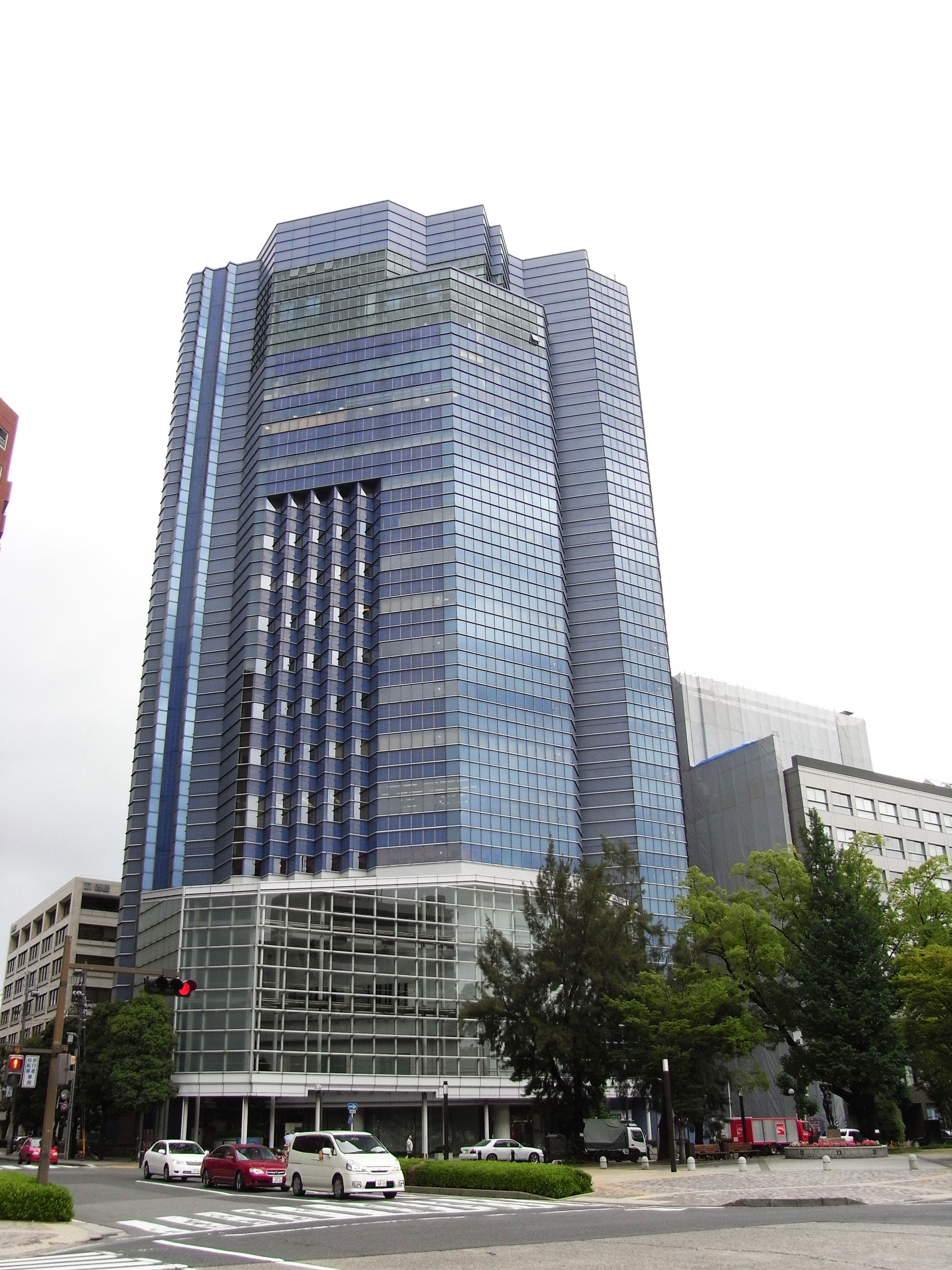
広島クリスタルプラザ
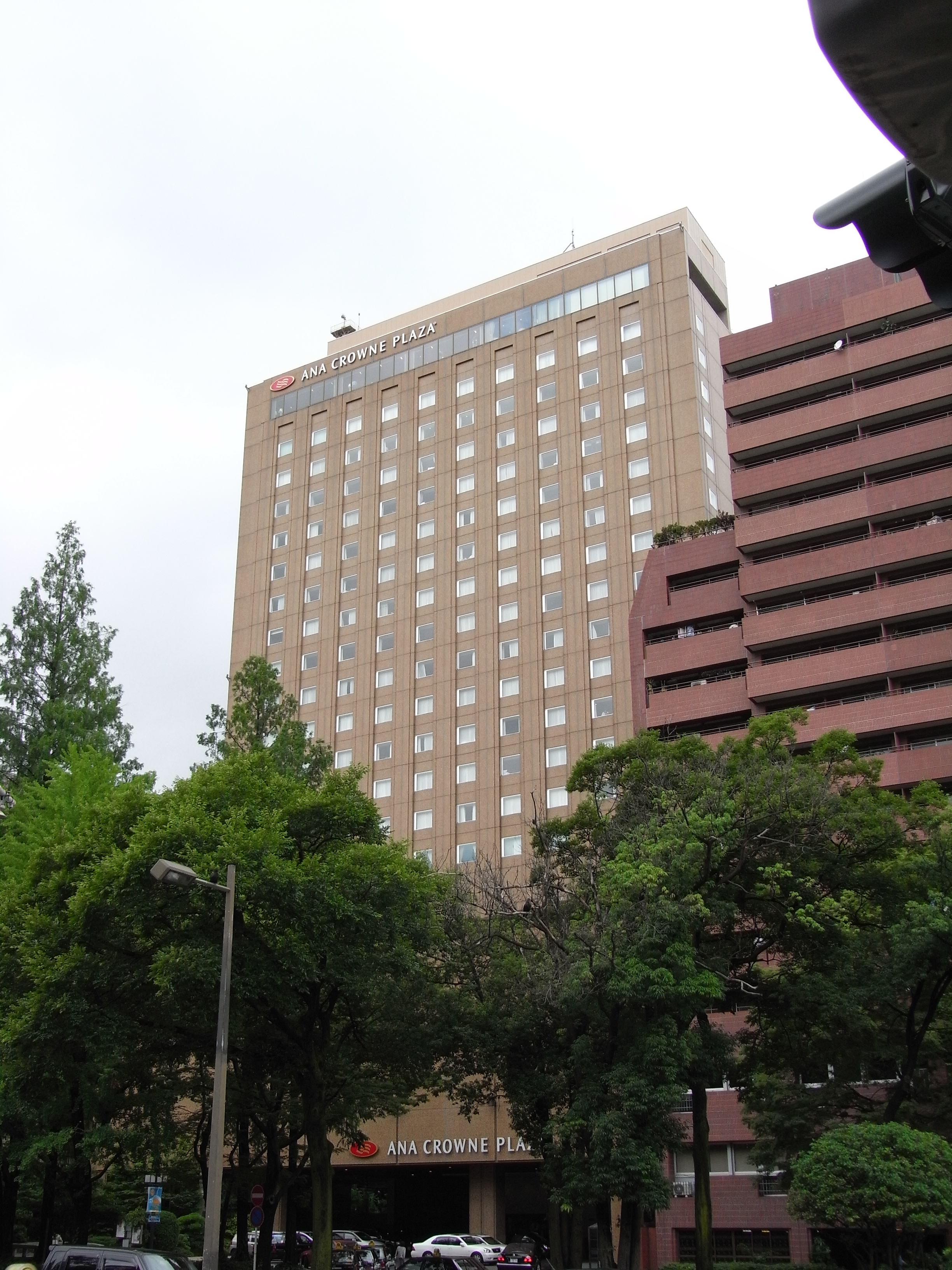
ANAクラウンプラザホテル広島
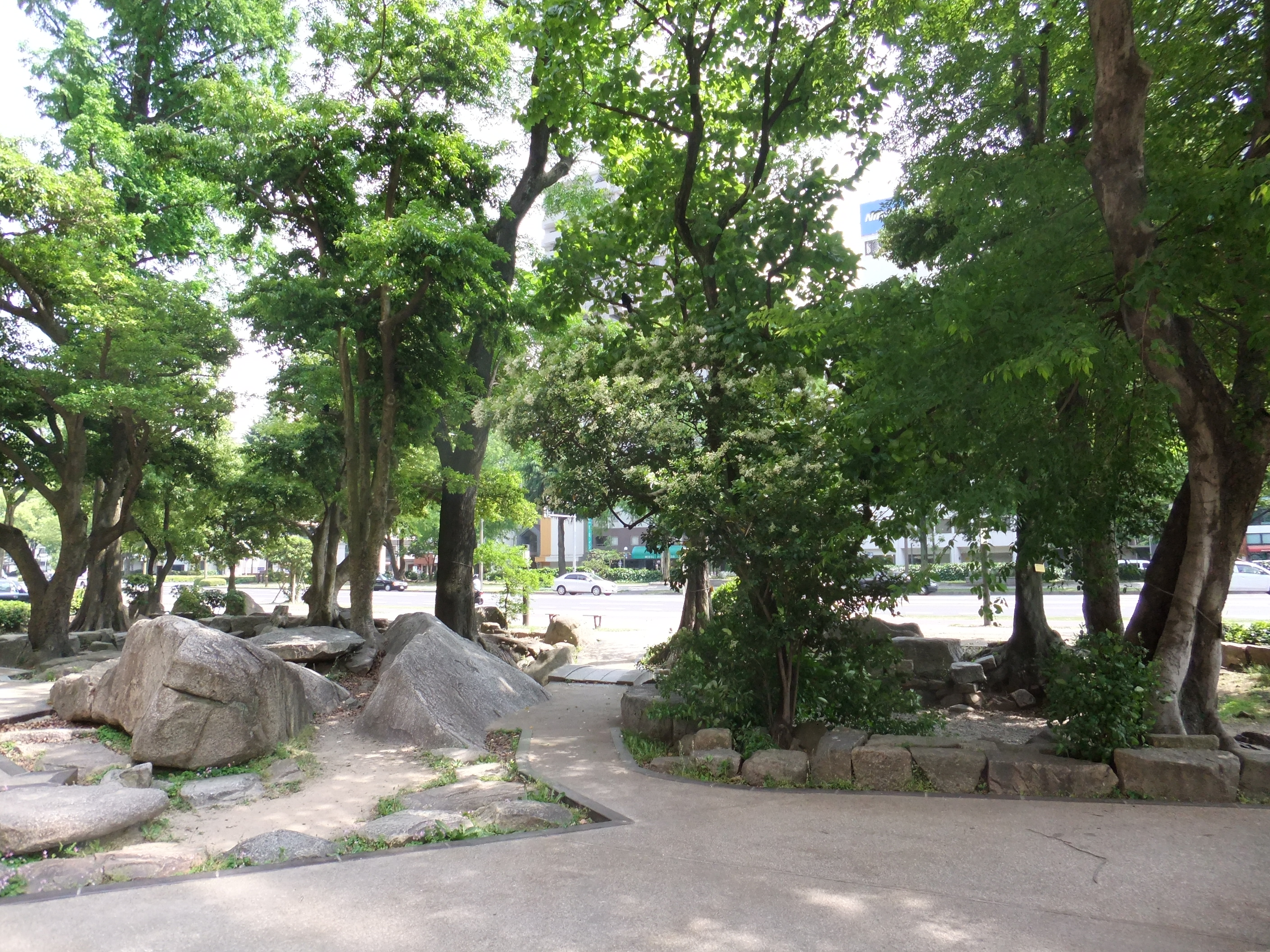
旧・国泰寺愛宕池跡
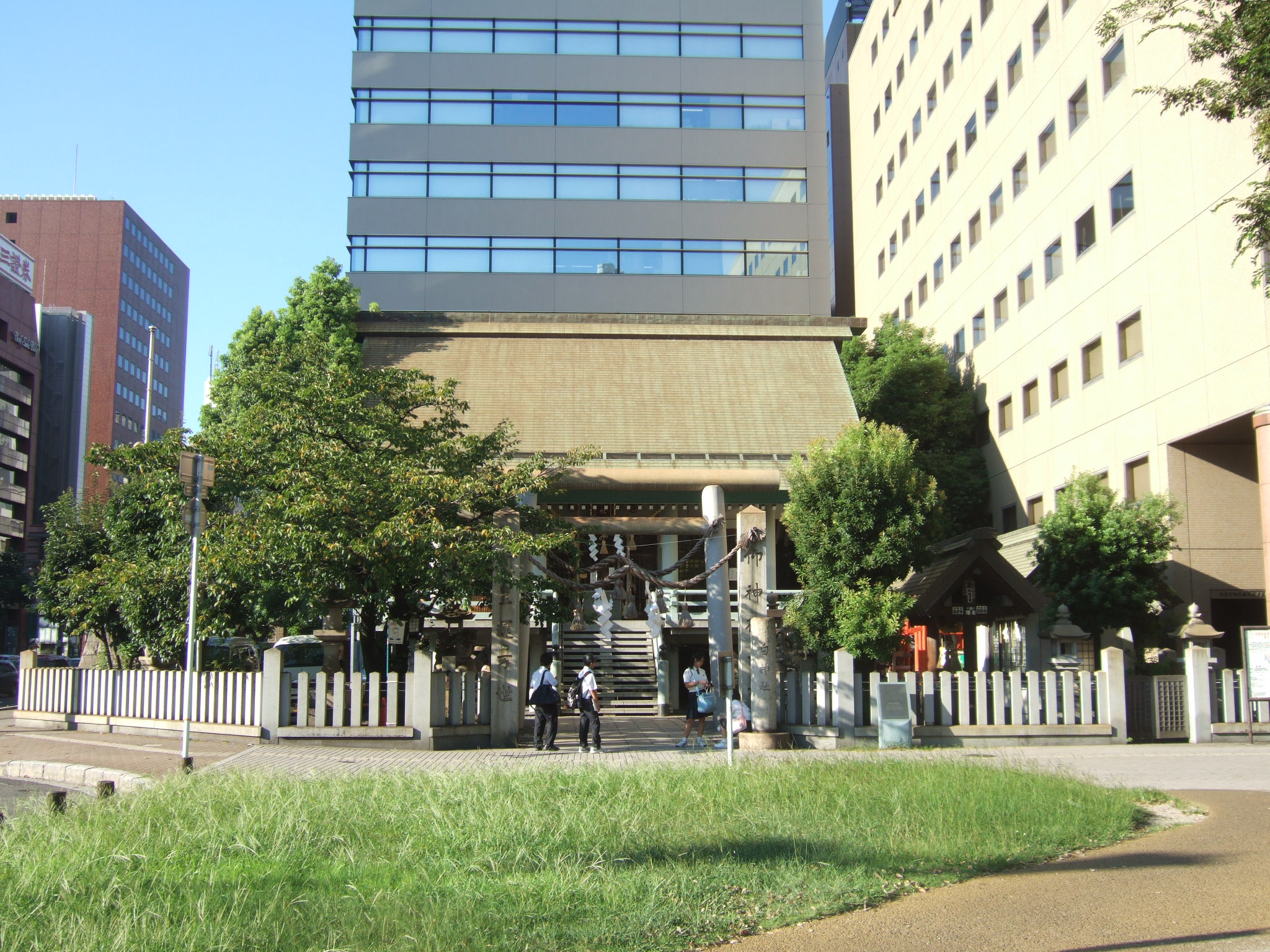
白神社
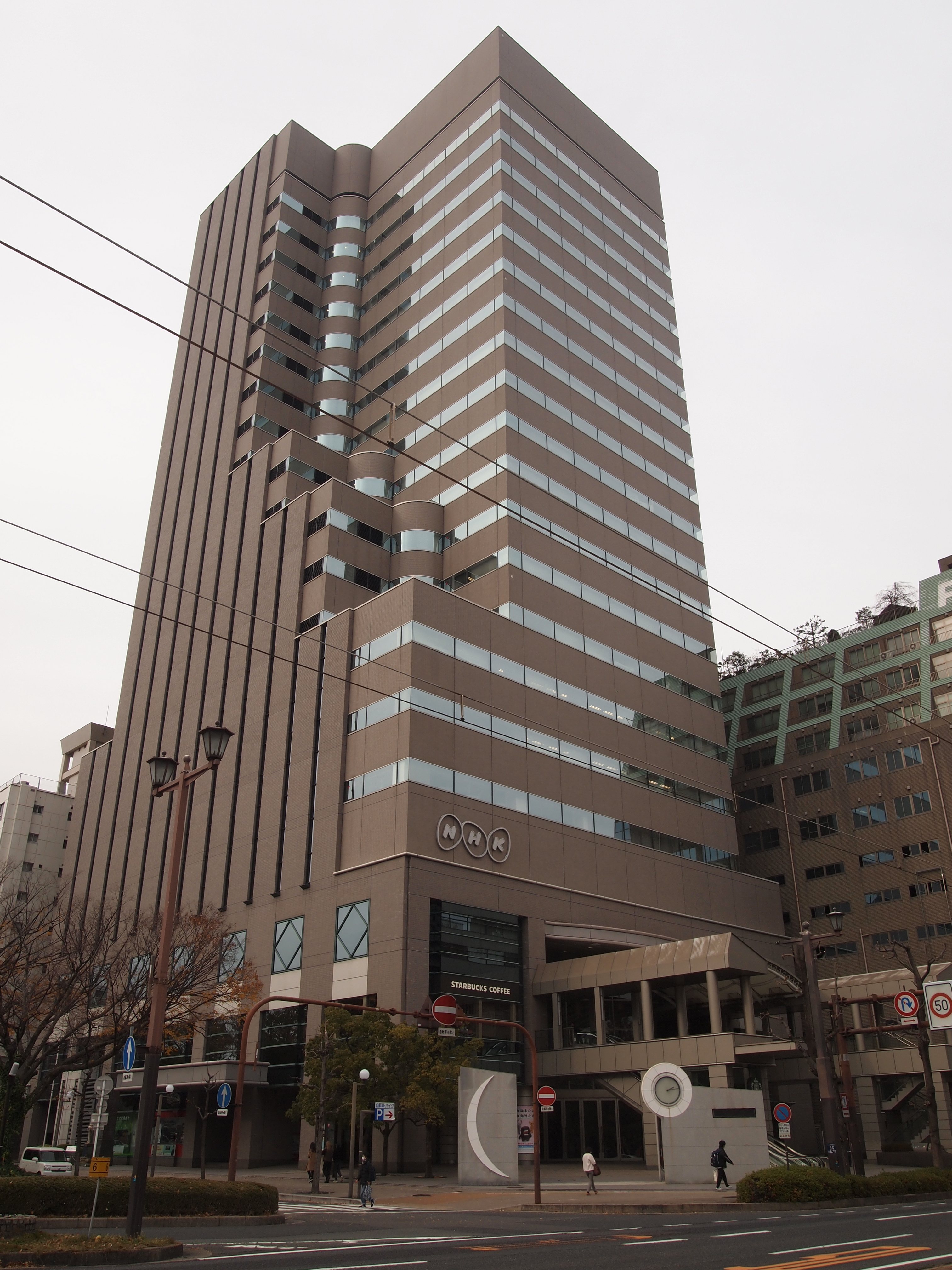
NHK広島放送局

平和公園以西
こちらも中層ビルが並ぶが、西に行くにつれ住宅街になる。

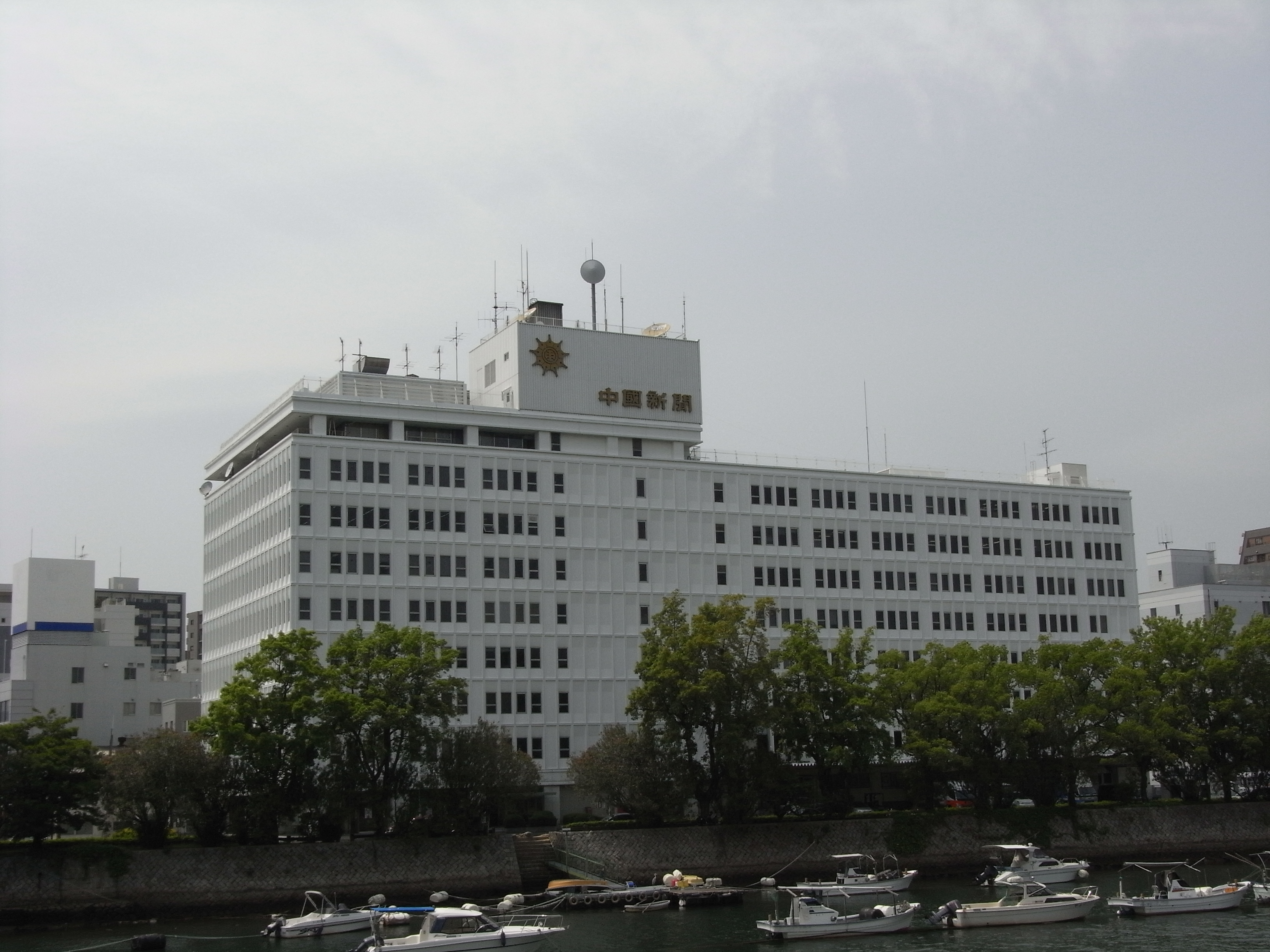
中国新聞社本社
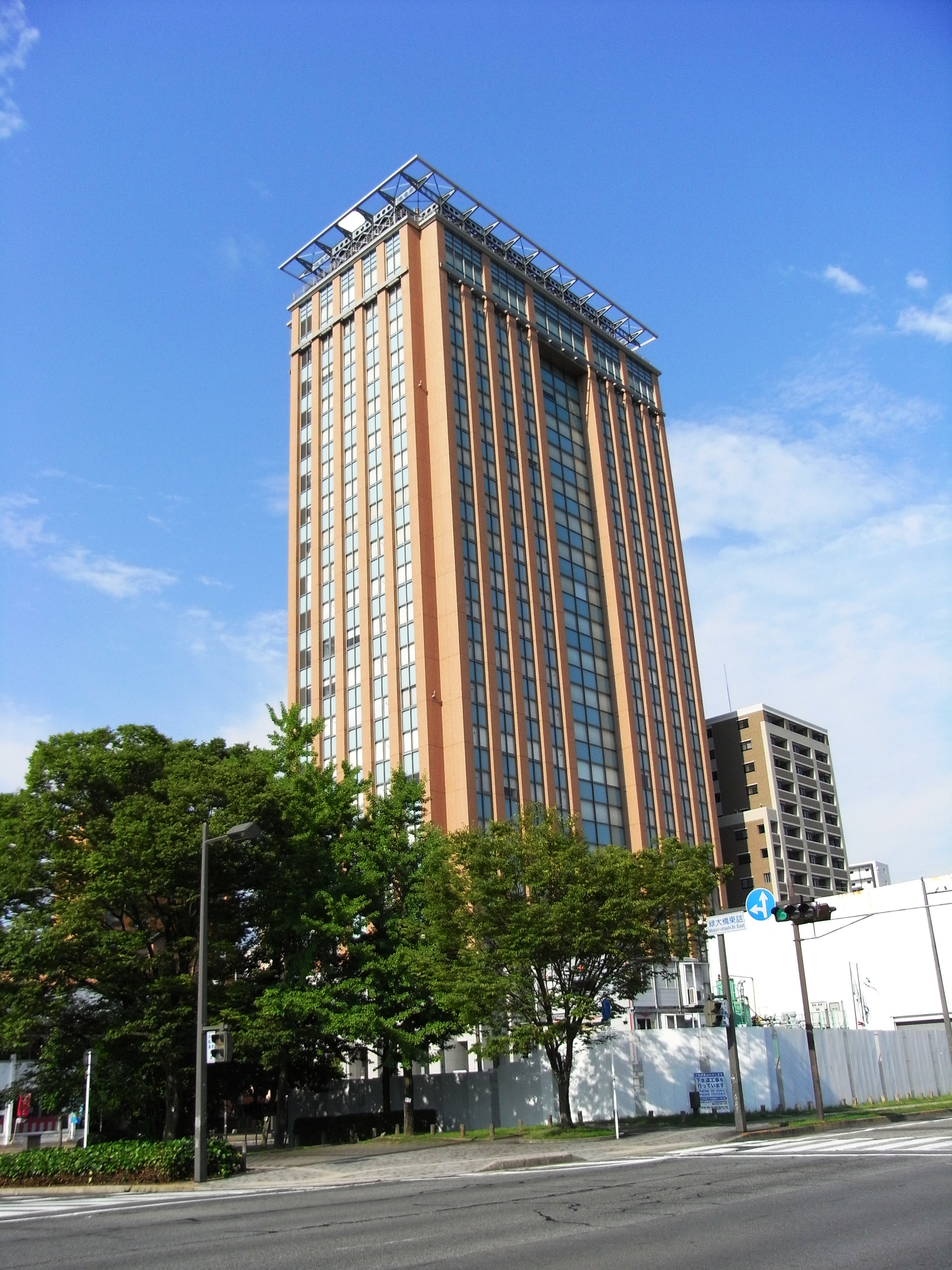
平和大通り電気ビル
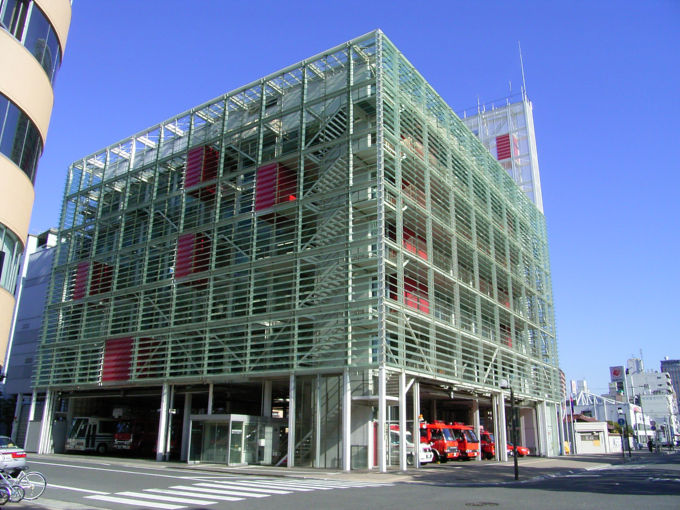
広島西消防署
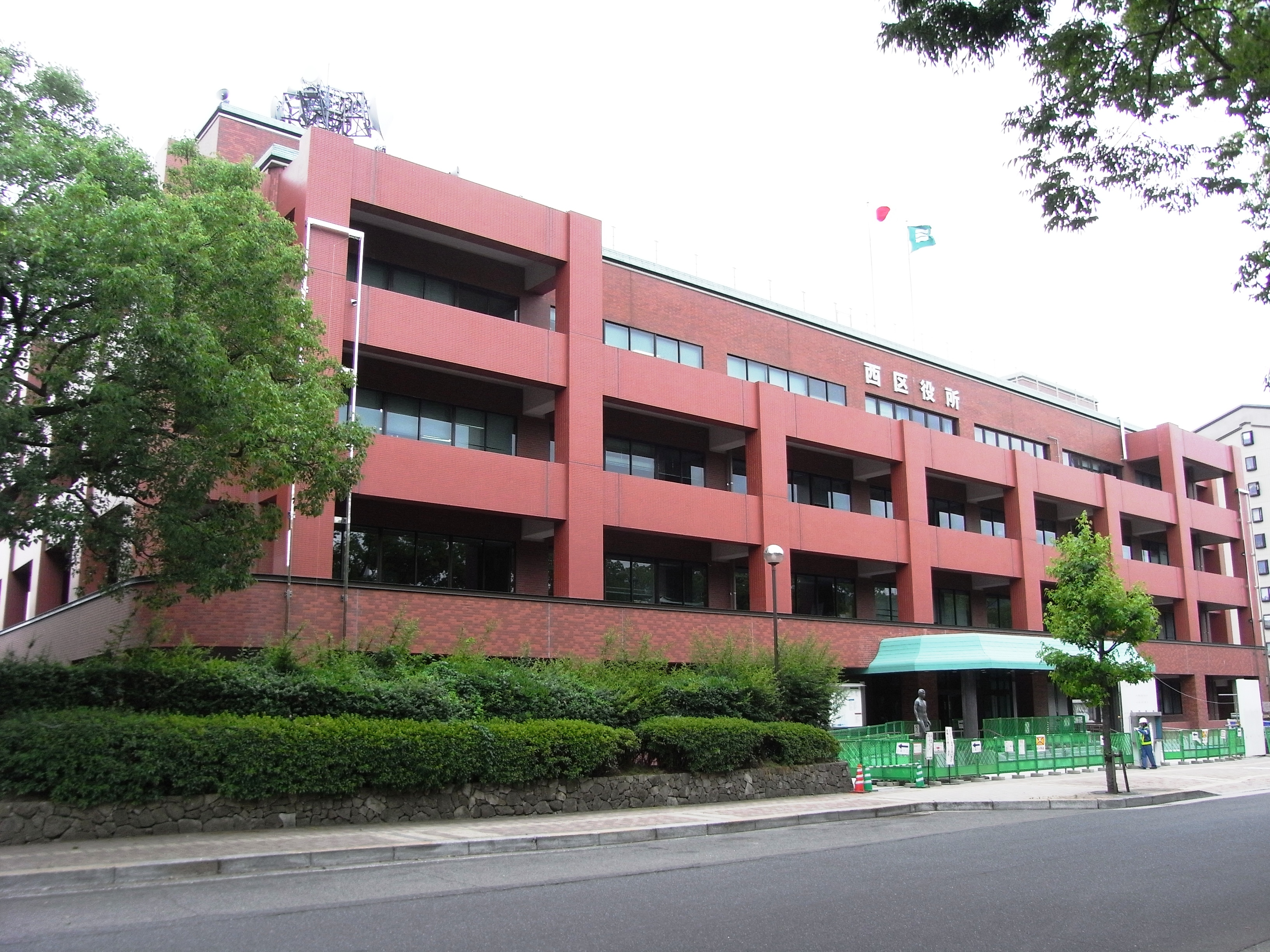
西区役所

## 主なイベント
工事中だった1950年代、さらにモータリゼーションが始まる1960年代後半までガラガラだったこの通りではその中央で様々なイベントが開催された。1950年代木下大サーカスが興行を行った。1958年には広島復興大博覧会の会場として用いられた。1965年頃までエスキーテニスのコートもあった。
平和大通りは、これらスポット的なイベントを除けばこれまで緑地帯の中にストリートファニチャー（ベンチなどの街具）などを設置して憩いの場として利用しているにすぎなかったが、1975年（昭和50年）に広島東洋カープがセ・リーグ初優勝を飾ると、平和大通りで祝勝パレードが30万人もの広島市民が参加して盛大に催された。これを機に、1977年（昭和52年）から国際平和文化都市広島を象徴する新しい文化行事「ひろしまフラワーフェスティバル」が毎年5月3日から5日の3日間行われるようになり、平和大通りは毎年150万人もの人出でにぎわう地域文化交流の場として利用されるようになった。
| イベント名                             | 開催時期              | 備考                                                                       |
| -------------------------------------- | --------------------- | -------------------------------------------------------------------------- |
| 天皇盃全国都道府県対抗男子駅伝競走大会 | 1月中旬頃             | スタート＆ゴール地点は平和公園であり、ランナーたちはこの通りを走りぬける。 |
| ひろしまフラワーフェスティバル         | 5月3日 - 5日          |                                                                            |
| ひろしまドリミネーション               | 11月17日 - 翌年1月3日 |                                                                            |
| ひろしま朝市                           | 毎週日曜日            |                                                                            |

また、実現はかなわなかったが2010年（平成22年）にヒロシマ・オリンピック構想が起案されたときはマラソンと競歩の会場として想定されていた。

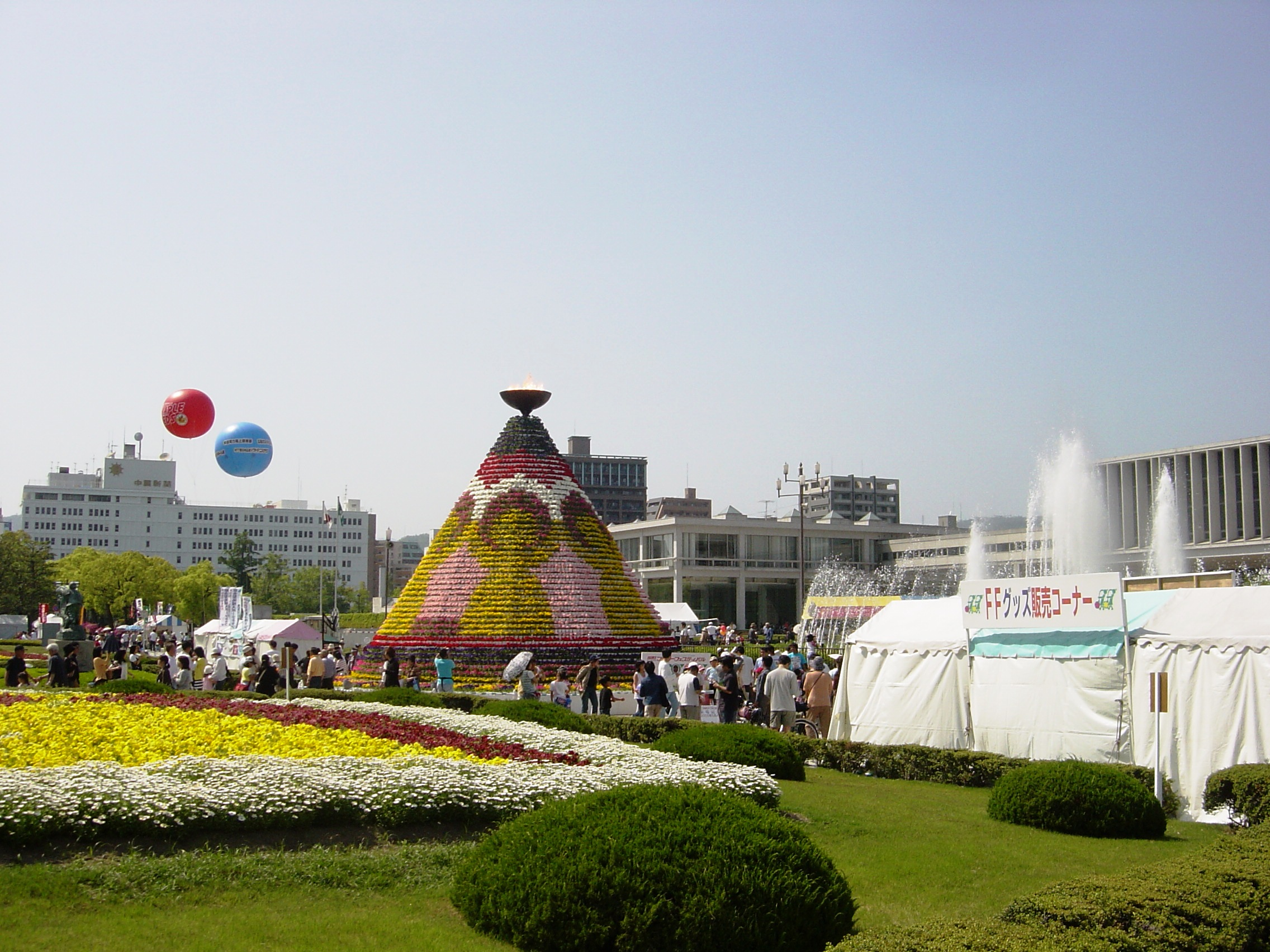
フラワーフェスティバル
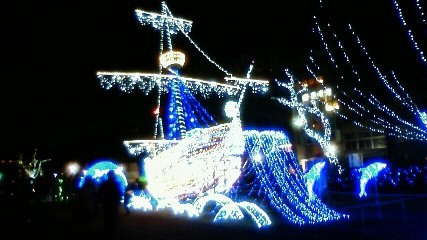
ドリミネーション

### 補足
1. 1 2  これに関連して、他の100m道路計画はGHQが“敗戦国に立派な道路は必要ない”と反対されたため頓挫したという通説も存在する[11]。しかしこれは計画を取りやめたい自治体役人が住民を説得する際にGHQの名を使った方便だったとも言われている[12]。
2. ↑  じぞう通りの名前の由来でもある[32]。
3. ↑  実際に工事が動き出したのは戦後[37]。
4. ↑  『広島新史 都市文化編』14ページの1-1-7『建物疎開場所・位置』の地図と比較しても現在の平和大通りの位置と一致している[41]。
5. ↑  被爆当時、県都市計画課は26人在籍、爆心地から約410mに位置した本川国民学校に疎開しており、そこにいた職員は全員死亡した（学校側の生存者は教師1人生徒1人の2人のみ）[59][60]。竹重が被爆したのは通勤途中だった[61]（自転車のチェーンが切れた説あるいはパンクした説がある）ため難を逃れることが出来た。こうしたことから、この時の都市計画は事実上竹重一人で線を引いたことになる。
6. ↑  街路構造令での等級。広路は“ひろぢ”と読む[64]。
7. ↑  この時点で太田川放水路工事は完了していない。
8. ↑  丹下が来広した時期として1946年夏頃ともされるが、ここでは用いたソースから1946年11月説を採用する[9]。
9. ↑  当時は、「飛行機の滑走路でもつくるのか」という市民の声が上がっていたという[3]。
10. ↑  名称指定と同時に、平和祈念施設の位置づけを外れている[71]。
11. ↑  渡辺の住宅確保の公約は、それとは別に広島市中央公園を縮小し住宅地にする公約も出され、そちらは基町のアパート群建築事業として実現している[66]。

## 参考資料
- 石丸紀興「百メートル道路から平和大通りへ -広島における広幅員道路の姿と役割の遍歴-」（PDF）『国際交通安全学会誌』第23巻第4号、国際交通安全学会、1998年3月、2015年5月22日閲覧。
- 「ヒロシマの記録　平和大通り」『中国新聞』2003年5月13日。オリジナルの2008年2月5日時点におけるアーカイブ。2015年5月22日閲覧。
- 「平和大通り　街支え半世紀　原爆からの復興象徴　カープＶパレード・FF舞台　広島」『中国新聞』2015年1月8日。2015年5月22日閲覧。
- 広島市『広島新史 都市文化編』1983年8月。
- “「平和大通りリニューアル事業」基本方針　－道づくりから街づくりへ－”.   広島市 (2002年10月). 2015年5月22日閲覧。
- 広島市『広島原爆戦災誌』（PDF）（改良版）、2005年（原著1971年）。オリジナルの2013年12月3日時点におけるアーカイブ。2015年5月22日閲覧。
- 「日本の道100選」研究会 著、国土交通省道路局（監修） 編『日本の道100選〈新版〉』ぎょうせい、2002年6月20日。ISBN 4-324-06810-0。